# Портрет у мистецтві 17 століття (книга)
Портрет у мистецтві XVII століття (рос. Портрет в искусстве 17 века) — дослідження проблеми портрета в мистецтві XVII століття, яке створив російський мистецтвознавець Лазарев Віктор Микитович (1897—1976).

## Побудова книги
Видання розділене на дві великі частини (між ними розташовані три сторінки довідкових виносок):
- теоретичну (текст);
- допоміжну (чорно-білі ілюстрації).

## Текст

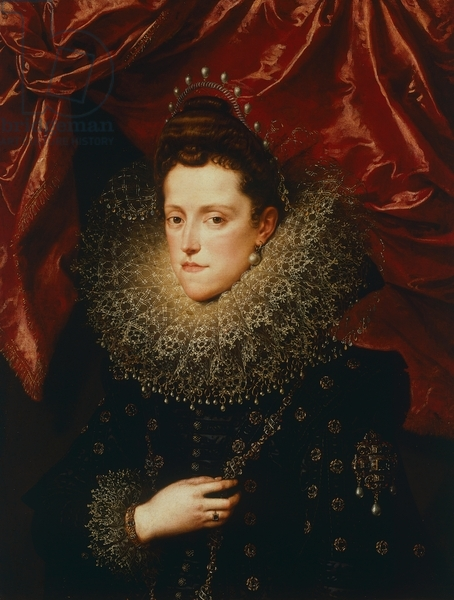
Франс Поурбус молодший (або Франс Поурбус іль Джоване). «Портрет Елеонори де Медічі, княгині Мантуанської», Флоренція, Палаццо Пітті

Поява і поширення парадного портрета в Європі було тісно пов'язане зі зміцненням абсолютизму і формуванням національних монархій. Хоча повний розвиток портрет отримав ще в добу кватроченто і відродження — на відміну від середньовіччя, де мав обмежене поширення.
Саме в цих монархіях і отримав розвиток парадний портрет. Їх характерні зразки дали Велика Британія, Франція, Фландрія, папська держава в Римі, Іспанська імперія. Проблему парадного портрета і портрета взагалі жваво обговорювали і розробляли теоретики і художники. Згідно цих теорій, портрет мав меморіальне і виховне значення, зберігаючи для майбутніх поколінь образи героїв і видатних особистостей минулого. Теоретики наполягали, щоби в парадному портреті особа кожного володаря ставала взірцем чеснот і втіленням ідеалу доби.
Якщо особа не мала чеснот і переваг, художник мав «наділити» ними зображеного. Звідси починались компроміси, компліменти і неправдивість більшості парадних портретів. В XVII ст. в іспанському парадному портреті склалисть репрезентативні формули, умовний тип зображення аристократа, завжди величного і значущого. Неправдивість більшості парадних портретів нікого не зачіпала. Персонажі портретів величні і холодно замкнені, відокремлені від глядача не тільки площиною картини. Їх одяг або сяє розкошами, золотом і коштовними тканинами, або костюм поданий підкреслено вишуканим і чорним.
Тип іспанського портрета мав помітний вплив на творчість художників портретистів в Італії, у Фландрії, Австрії, частково у художників Голландії і німецьких князівств.
Текст видання розбитий на відділки, їх шість. Але жоден з відділків не має назв, а відокремлений від решти абзацовим відступом і починається з буквиці в пишній рамі.

## Відділок перший

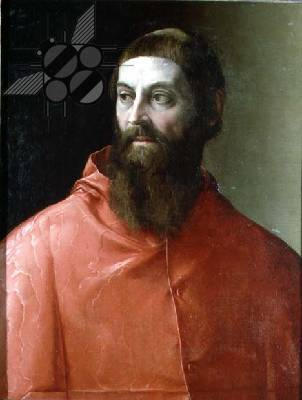
Франческо Сальвіаті. «Родольфо Піо да Карпі», маньєризм

Серед творів початку XX ст. уваги і популярності набула книга П. П. Муратова «Образи Італії».
Недоліком емоційно написаної Муратовим книги і пережитої як задоволення подорожі по країні була відсутність уваги до маньєризму як до стильової системи. Хоча маньєризм протримався в мистецтві країн Західної Європи півтора століття (де менше, де довше). Ігнорування розвитку стилю у півтора століття в XX столітті вже стало неприпустимим.
Маньєризм і маньєристичний портрет, навпаки, вже прийняті до уваги Лазаревим В. М., сучасником П. П. Муратова, що свідчить і про прийняття маньєризму мистецтвознавством, і про визнання значного внеску стилю в портретний жанр. Лазарев логічно і виправдано виводить портрет доби бароко від маньєристичного портрета. Як портрет маньєризму, так і портрет бароко розвинулись в межах пільгової культури багатіїв і дворян, що відокремилась від культури народної.
Обидва стильові напрямки споріднені, але мають різне ідейне наповнення: в маньєризмі панують песимізм і розчарування, в портреті бароковому — велич, реперезентативність і насолоди життям і багатством. Пригніченість, сум і депресія як такі не щезли в мистецтві бароко, а стали лише одним із психологічних станів в багатій палітрі почуттів ускладнених і непростих характерів.

## Відділок другий. Рубенс, Берніні, Вітторе Гісланді

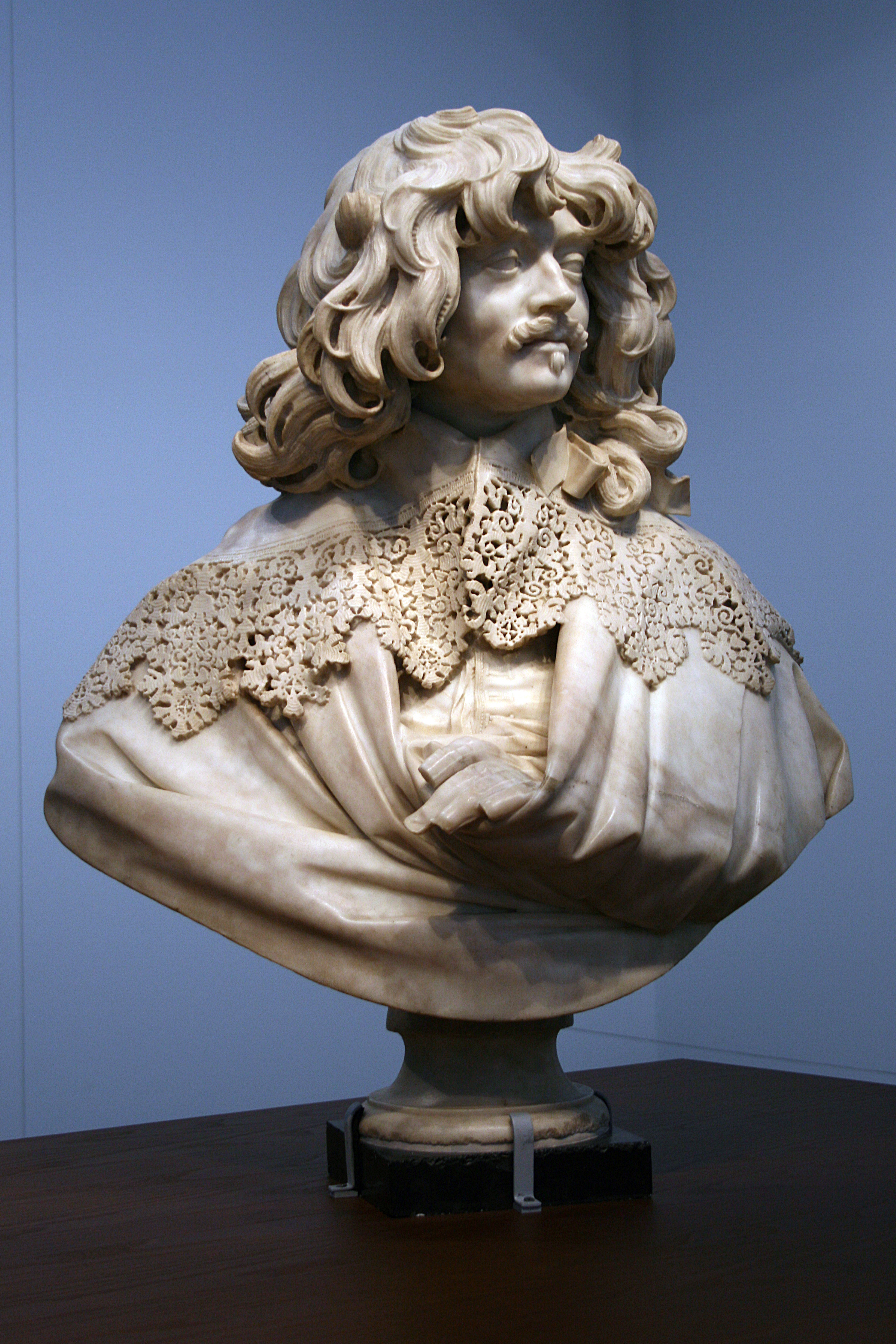
Берніні. «Томас Бекер», 1638, Музей Вікторії й Альберта

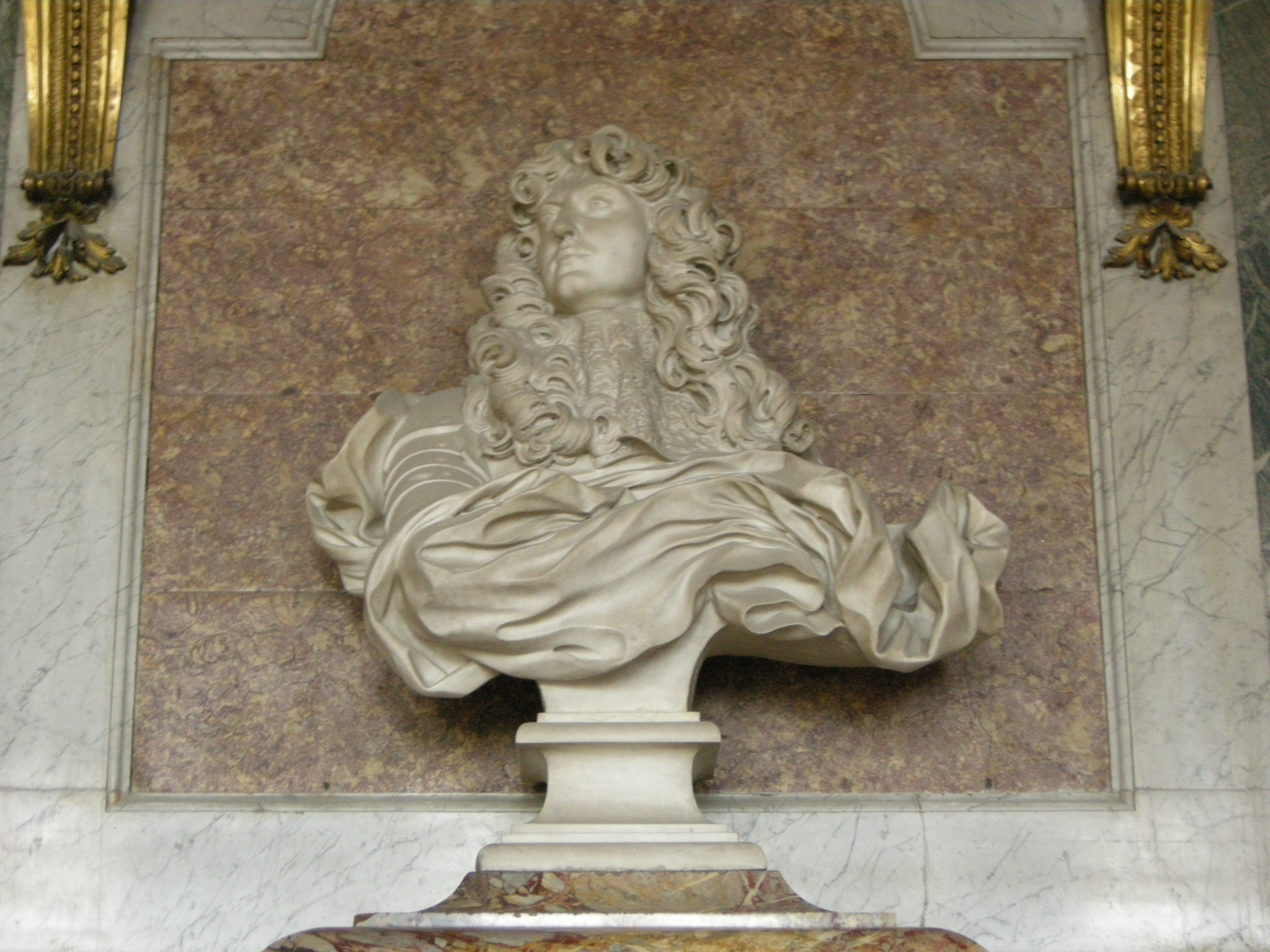
Берніні. Луї XIV, король Франції. Версаль

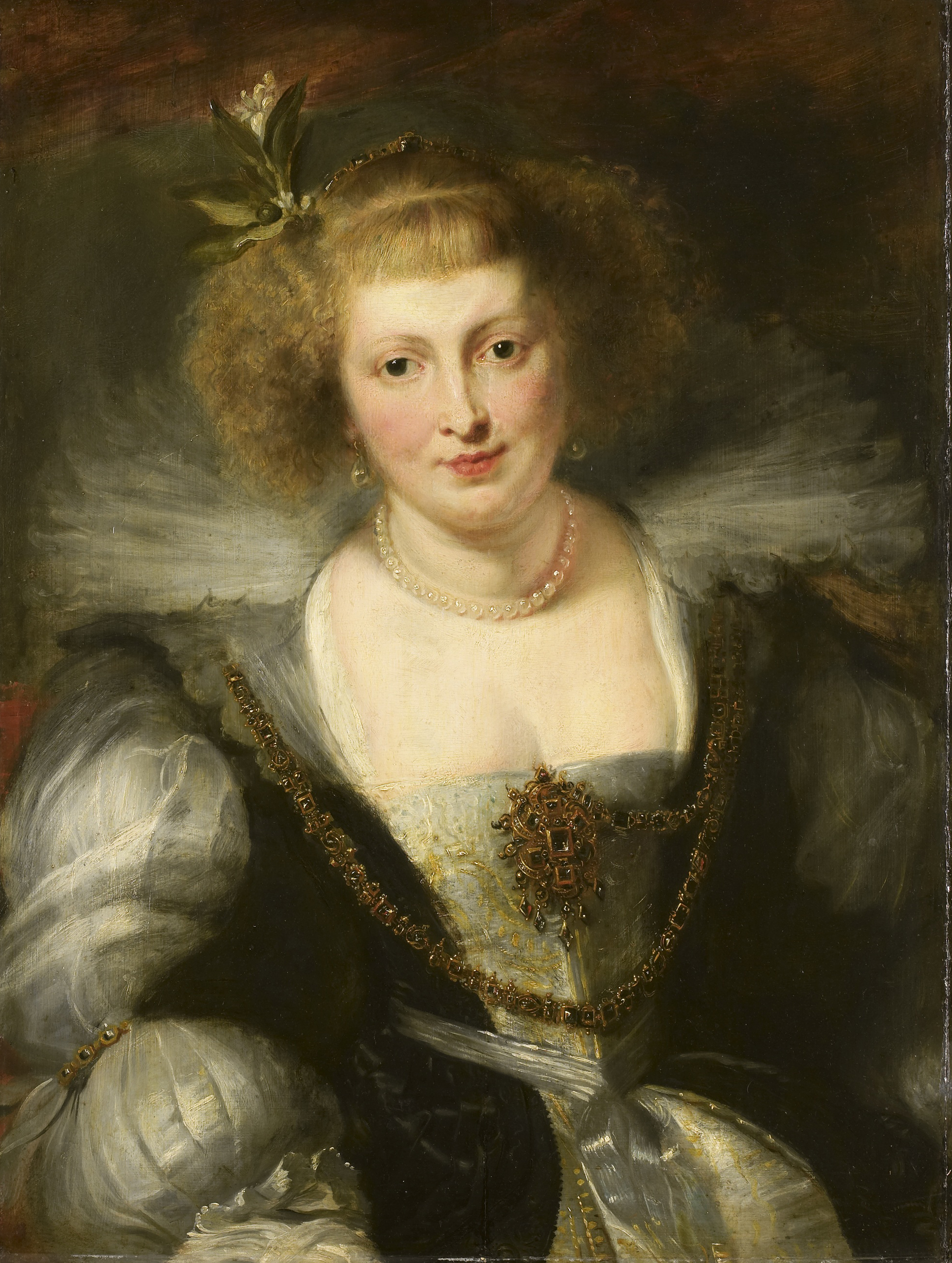
Рубенс. «Елена Фурман», Державний музей, Амстердам

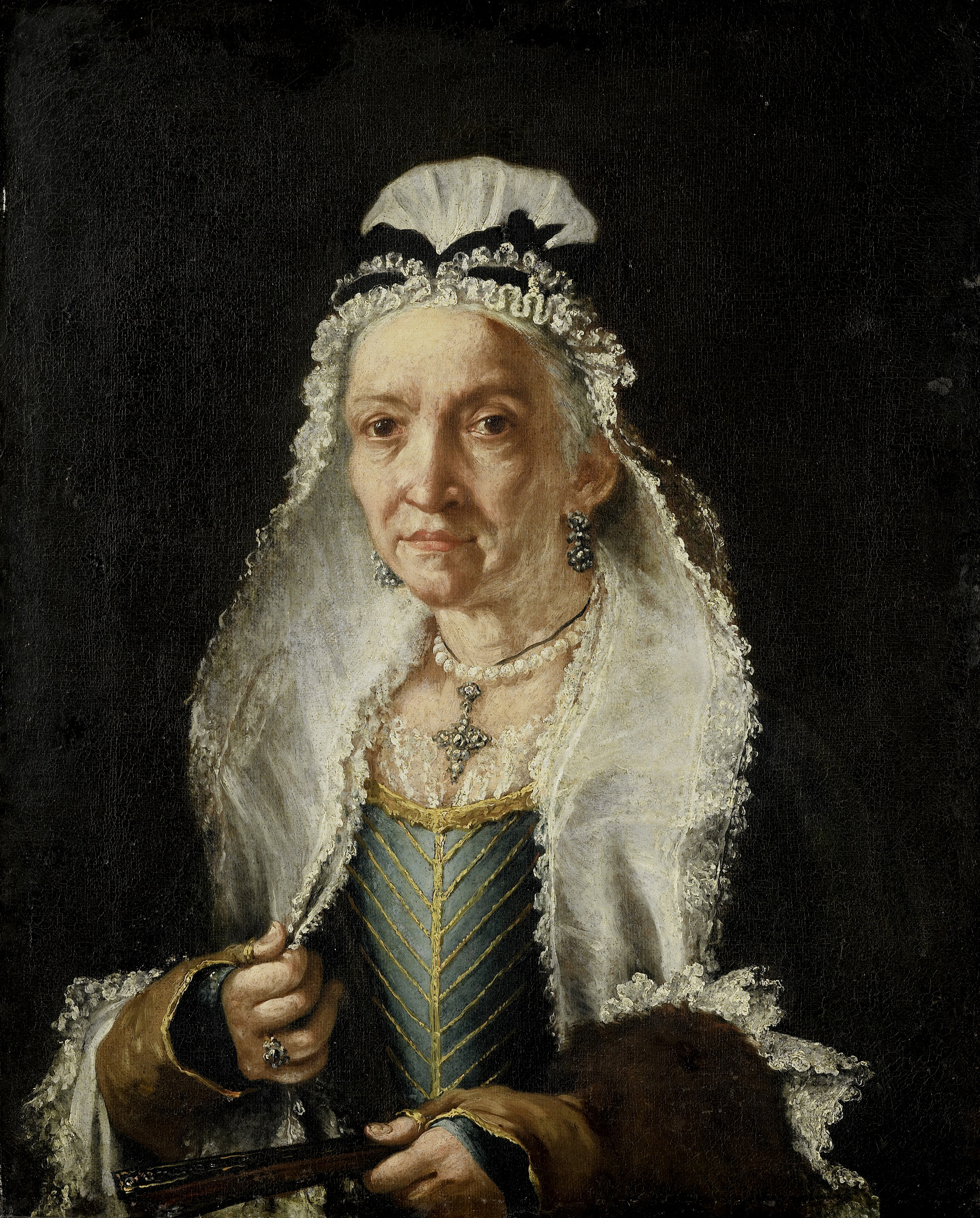
В. Гісланді. «Шляхетна пані похилого віку», Амстердам

Лазарев ретельно розглянув відмінності портретів маньєристів і портретів раннього бароко, особливо помітними вони були вже у братів Каррачі. Найбільш обдарований серед братів — Аннібале Каррачі, що створив низку реалістичних портретів, полишених зайвої помпи і маньєристичних перебільшень, штукарство і вишукана красивість в них відкинуті геть. В порівнянні з портретами маньєристів — портрети Аннібале Каррачі повернуті до простоти і індивідуальних характеристик, побачених автором в реальності і перенесених на полотно.
Лазарев не приховав від читача і внесок в мистецтво Караваджо, не приборканого навіть папським Римом. Але дав справедливу оцінку обдарування Караваджо і меж тої обдарованості, коли записав — 
| Портрети його пензля не належать до кола його найкращих творів. Караваджо не був портретистом за покликом таланту. В обличчях на його портретах є щось узагальнене, схоже, вони полишені психологічної нюансировки, в них відчутна помітна статичність[7]. |
Але Караваджо (як і брати Каррачі) серед перших рішуче поривав з недоліками маньєризму в портретах. Реформи, започатковані в живопису Італії братами Караччі і Караваджо, стануть фактом художньої практики в Римі. Ці реформи підхоплять і розвинуть майстри раннього бароко. На щастя в цьому поколінні виявилось декілька геніальних майстрів.
Саме в цей період в Італію прибув фламандець з Антверпена Пітер Пауль Рубенс. Молодий художник кинувся у вир навчання і опанування нової художньої практики з ентузіазмом і жадобою неофіта, що забув про біблійну мудрість — «Хто збільшує (власні) знання, той збільшує і розчарування».
Рубенс працював не в самому Римі, а в північних містах Італії — в Мантуї, в Генуї. Саме в Генуї портретне мистецтво Рубенса розгорнулося у повну силу. Всі засоби звеличення аристократичних замовників він використав в портретах тої пори. В жіночих портретах аристократок — це феєрія коштовних тканин і екзотичних аксесуарів (величні архітектурні форми, пишні завіси і колони, палацові тераси, коштовні меблі, тропічний папуга в портреті Бригітти Спінола Доріа тощо).
Засобом звеличення впливових замовників-чоловіків став і кінний портрет, серед перших — кінний портрет герцога Лерма 1603 року. Компліментарність і поверхневість характеристики були приховані за показовою і не щирою значущистю. Пафос величі і соціальна відокремленість персонажа в кінних портретах Рубенса досягли свого вищого щаблю.
Згодом портретна продукція Рубенса розділилась на дві гілки. Він продовжив створювати парадні портрети на замову, але почав писати і прості за композиціями портрети, позбавлені пафосу і зайвої бравурності. Вони реалістичні, спокійні, зігріті теплим ставленням художника до моделі. Серед них — «Ніколас Респен» (Кассель), "Портрет камеристки" (Санкт-Петербург), Матеус Ірселіус (Копенгаген), «Доктор ван Тюльден» (Мюнхен) та декотрі інші. Обидві гілки портретної продукції Рубенса успадкував і розвинув у бік більшої психологічної насиченості і елегантності його учень і конкурент Антоніс ван Дейк.
Настановам і виробленим Рубенсом портретним схемам наслідував не один Антоніс ван Дейк. В когорті тих, хто копіював ці схеми — П'єтро да Кортона, Дієго Веласкес, Гіацинт Ріго, Ніколя де Ларжильєр, Юстус Сустерманс, Бачіччо (Джован Баттіста Гаулі), Джованні Бернардо Карбоне та інші.
У бароковій скульптурі XVII ст. провідні позиції виборов Лоренцо Берніні та численні скульптори-помічники його римської майстерні. Значна кількість замов, що отримав Берніні за життя, просто не могла бути виконана без активної праці численних скульпторів—помічників. Так, погруддя Томаса Бекера доробляв після Берніні скульптор Андреа Болджи.
З майстерні Берніні вийшли як пересічні погруддя-надгробки без зайвих ефектів, так і шедеври, котрі втілили найхарактерніші і панівні ідеї доби. Так, ідеал шляхетного аристократа чи політичного лідера втилили портрети погруддя кардинала Шипіоне Боргезе, багатія англійця Бекера, герцога Франческо д'Єсте. Навіть серед них надмірним пафосом і нетутешньою величчю, що перетнула всі кордони, відрізнялось компліментарне погруддя короля Франції Луї XIV.

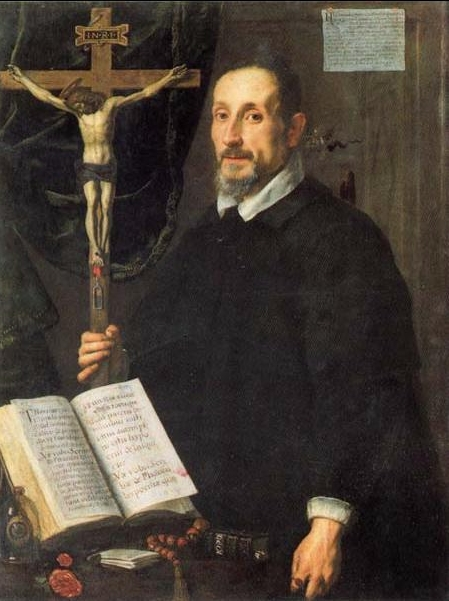
Юстус Сустерманс. «Канонік Пандольфо Рікасолі».
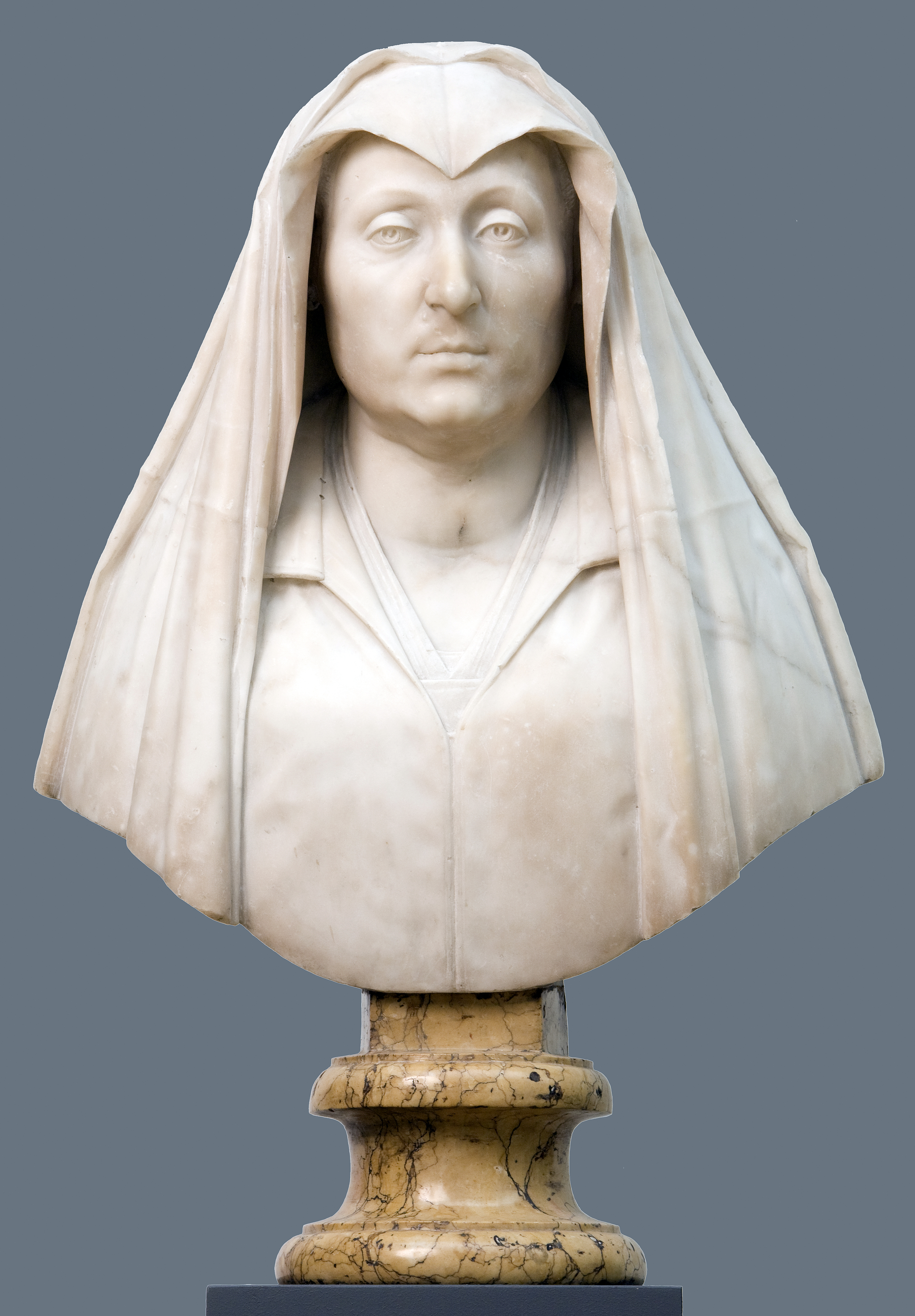
Берніні. Камілла Барбадорі, мати папи римського Урбана VIII . Державний музей мистецтв, Копенгаген.
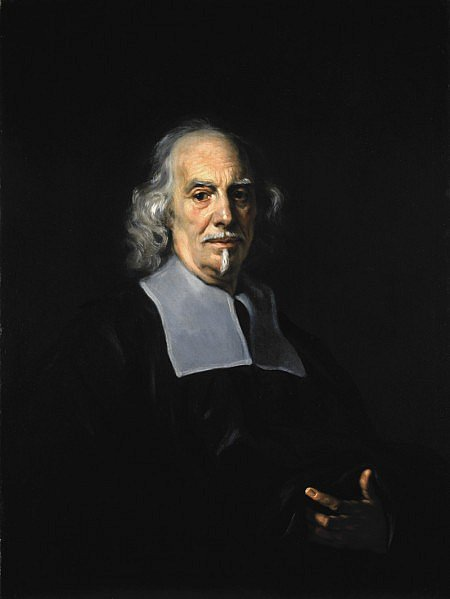
Бачіччо (Джован Баттіста Гаулі). «Портрет Лоренцо Берніні в похилому віці», Національна галерея Шотландії.
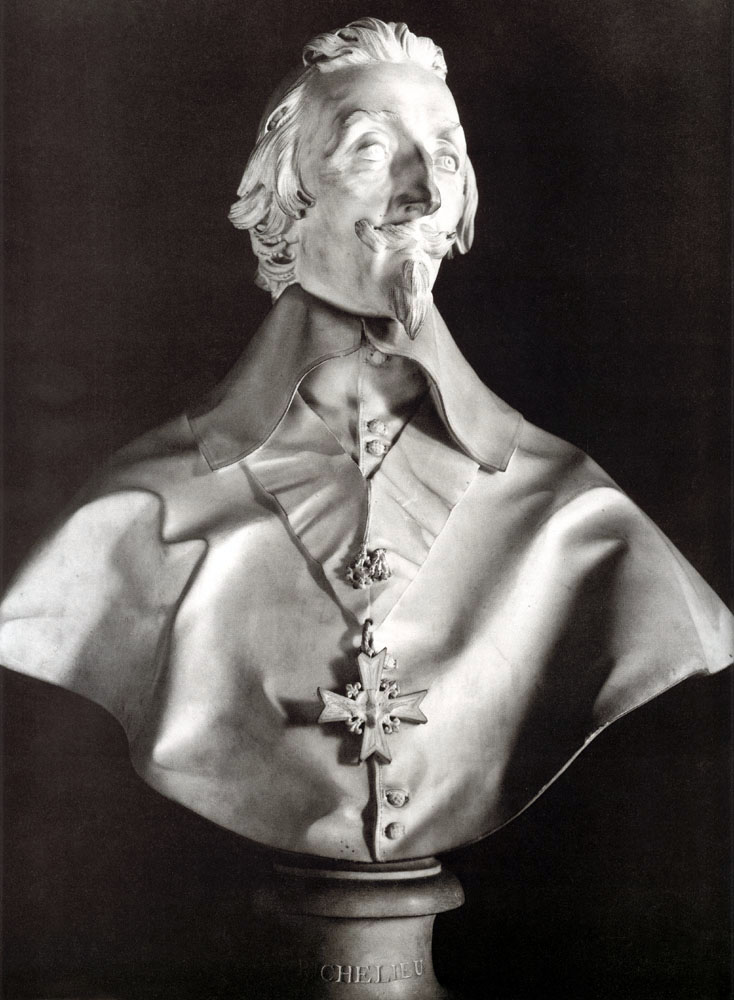
Берніні. Кардинал Рішельє
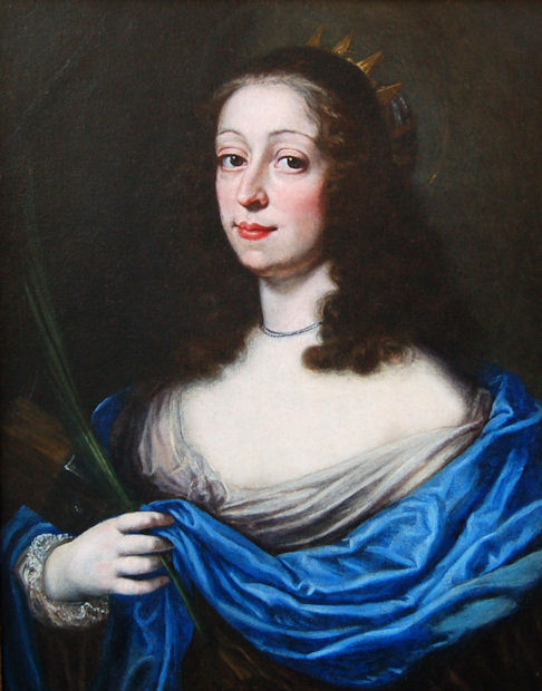
Юстус Сустерманс. Вітторія делла Ровере, герцогиня Тосканська
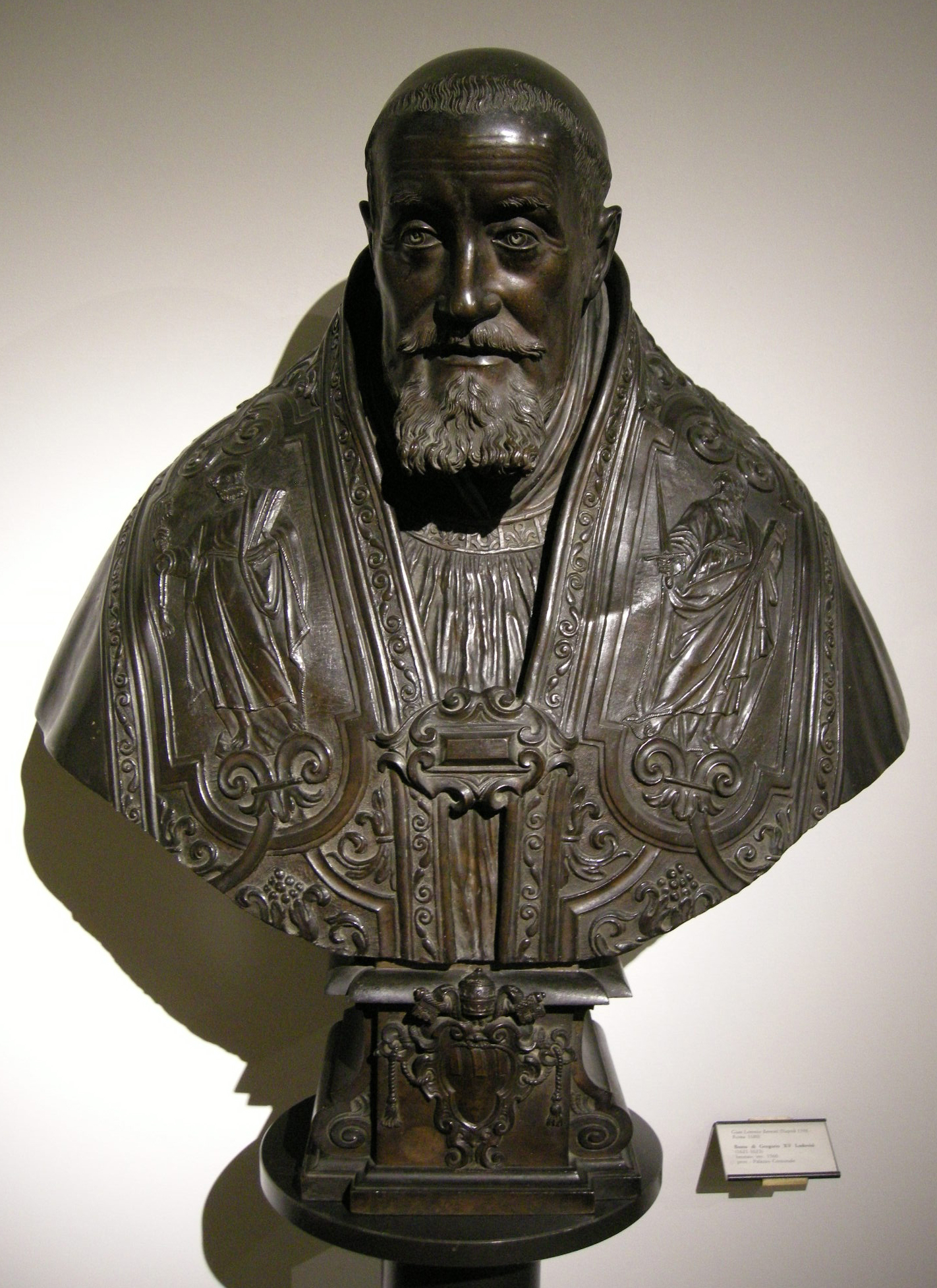
Берніні. «Папа римський Григорій XV Людовізі», 1623, Музей Цивіко, Болонья
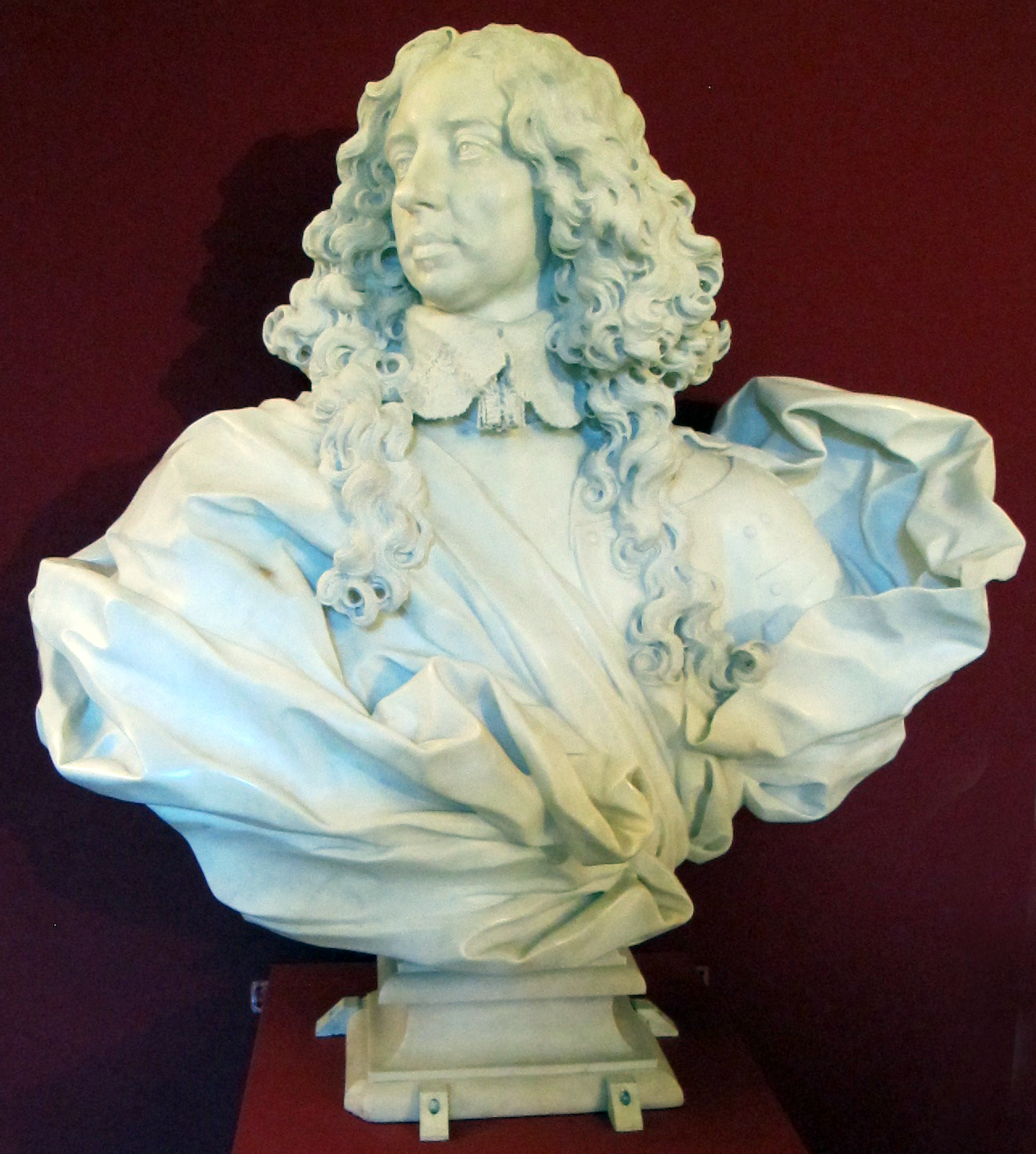
Берніні.«Герцог Франчесо д'Єсте», 1651, Музей Естензе, Модена.

До плеяди значущих митців-портретистів лише в XX столітті зарахований і Вітторе Гісланді. Портретист, творчість якого однаково належить і мистецтву бароко, і італійському рококо, мешкав і працював в повінційних містах. Портретна точність без зайвих в провінції ефектів і надзвичайна колористична обдарованість зробили Гісланді значущою фігурою в мистецтві Італії попри галасливі досягнення римської художньої школи, до якої Гісланді ніколи не належав.
Значущий внесок в портретне мистецтво XVII століття зробили не тільки в Римі, гегемонія котрого була вже остаточно порушена іншими мистецькими центрами у Франції, Фландрії, в Голландії і, частково, в Іспанії.
|                                              |                                       |                                          |
| «Хлопчик в фантазійному вбранні» В. Гісланді | «Портрет невідомого пана» В. Гісланді | «Граф Галеоццо Секко Суардо» В. Гісланді |

## Відділ третій

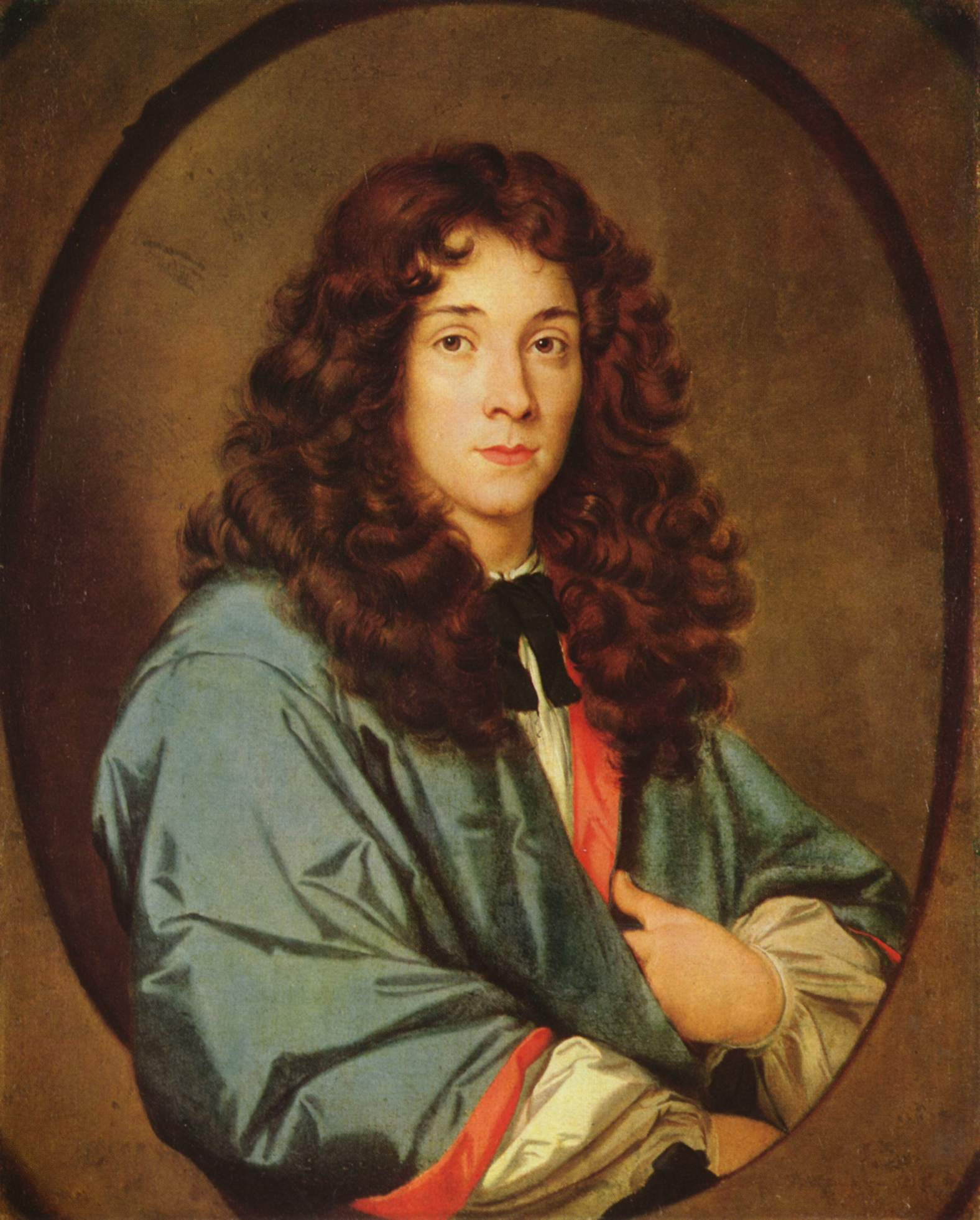
Анонім середини XVII ст, Франція. Портрет юнака із шляхетної родини, 1650 р. Музей образотворчих мистецтв (Будапешт)

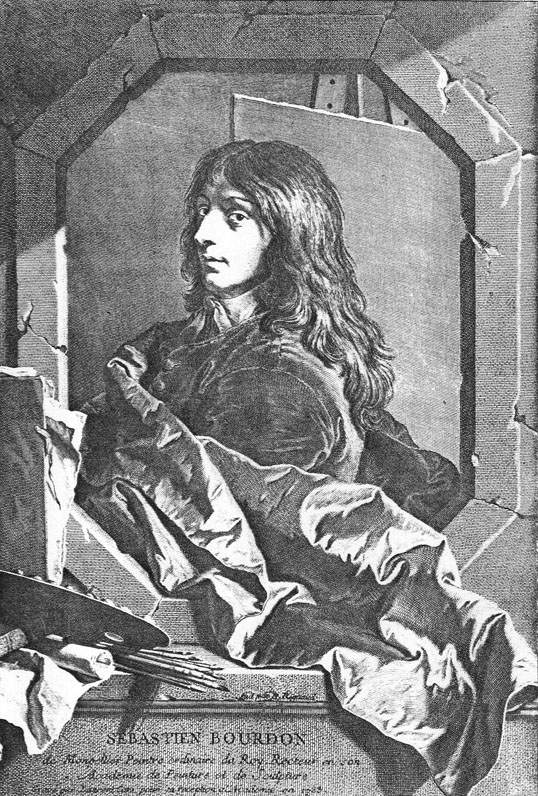
Гіацинт Ріґо. Портрет Себастьяна Бурдона

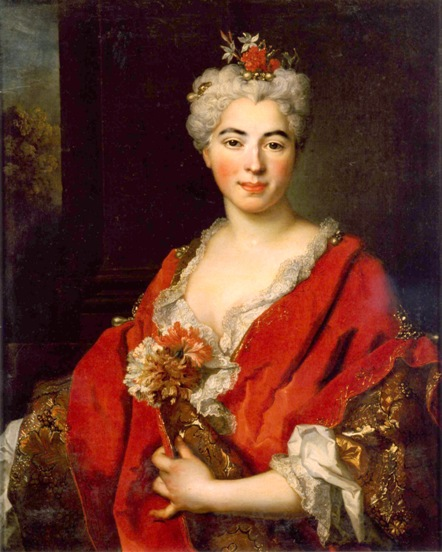
Ніколя де Ларжильєр. «Маргеріта де Ларжильєр»

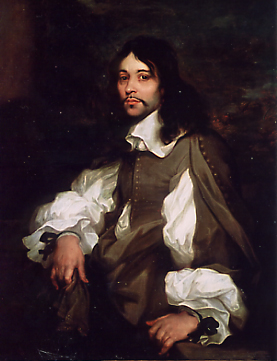
Себастьян Бурдон. «Невідомий з чорними стрічками манжет», до 1658 р., Музей Фабр, Франція

Третій відділок Лазарев присвятив художній ситуації у Франції. До ключових фігур століття належав Ніколя Пуссен. Але він перебрався на працю в Рим, де став своїм. Слава Пуссена, однак, перетнула кордони. Король Франції не заважав жити підлеглим в Італії, але вони його піддані і слуги. І за покликом короля повинні повернутися і прислужити королівській особі. Тим паче уславлені і талановиті підлеглі. Як не хотів їхати Пуссен у Париж, але поступився утискам і примусу, дедалі потужним. І поїхав…
Його улещували посмішками та обіцянками, а також завалили завданнями: писати картини, проектувати одяг для короля і його великої родини, навіть робити оздоби королівського столу та його ліжка! Пуссен не звик ні до примусу в темпах роботи, ні до стану придворного. Назрівав конфлікт і з паризькими художниками-конкурентами, жадібними до грошей і посад при дворі. Неволя була такою, що Пуссен випросив відпустку, щоби відвідати хвору дружину в Римі. Художник із полегшенням покинув і Париж, і примус королівського двору. Відтепер він бажав ніколи не повертатись на батьківщину. Доля зглянулась на майстра. Кардинал Рішельє, фактичний володар влади у Франції, помер на початку грудня 1642, а через рік — помер і король. Відтепер вельможні і впливові замовники не мали до майстра ніяких вимог і Пуссен скористався нагодою ніколи не повертатись.
Він мало писав портрети. Але його теоретичні настанови мали суттєвий вплив на художню практику як в Римі, так і в Парижі. Внеском в портретний жанр стануть і його автопортрети пізнього періоду творчості.
Бароко мало суттєвий вплив на портретний жанр у Франції на початку XVII ст. Згодом мужня і стримана манера французьких портретів змінилась у бік більшої декоративності, поверхневості і пишності. Наслідком еміграції Пуссена в Італію стане те, що монументальне мистецтво і портретний жанр у Франції розвиватимуть інші. Численна армія інших, що і майстерні, і працьовиті, була таки менш обдарованою. У Версалі і церквах Парижа була створена низка стінописів. Французькі портретисти створили цілі портретні галереї. В армії академічних митців був і Симон Вуе, цей епігон римської художньої школи і її «величної манери». Саме Симон Вуе успадкує посаду після Пуссена в Парижі, але не замінить його в мистецтві, як і армія портретистів, що працювала наполегливо і плідно, але не схопила з неба зірок.
Тим не менше тип французького парадного портрета навіть стане модним зразком для митців інших кран Західної Європи — до Польщі включно. Найкращими серед портретистів стануть митці зламу XVII—XVIII ст. — Гіацинт Ріго та Ніколя де Ларжильєр.

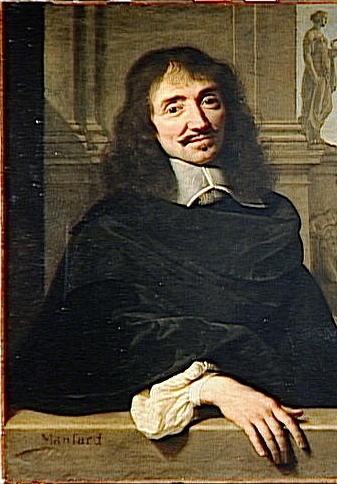
Худ. Філіп де Шампень. архітектор Франсуа Мансар
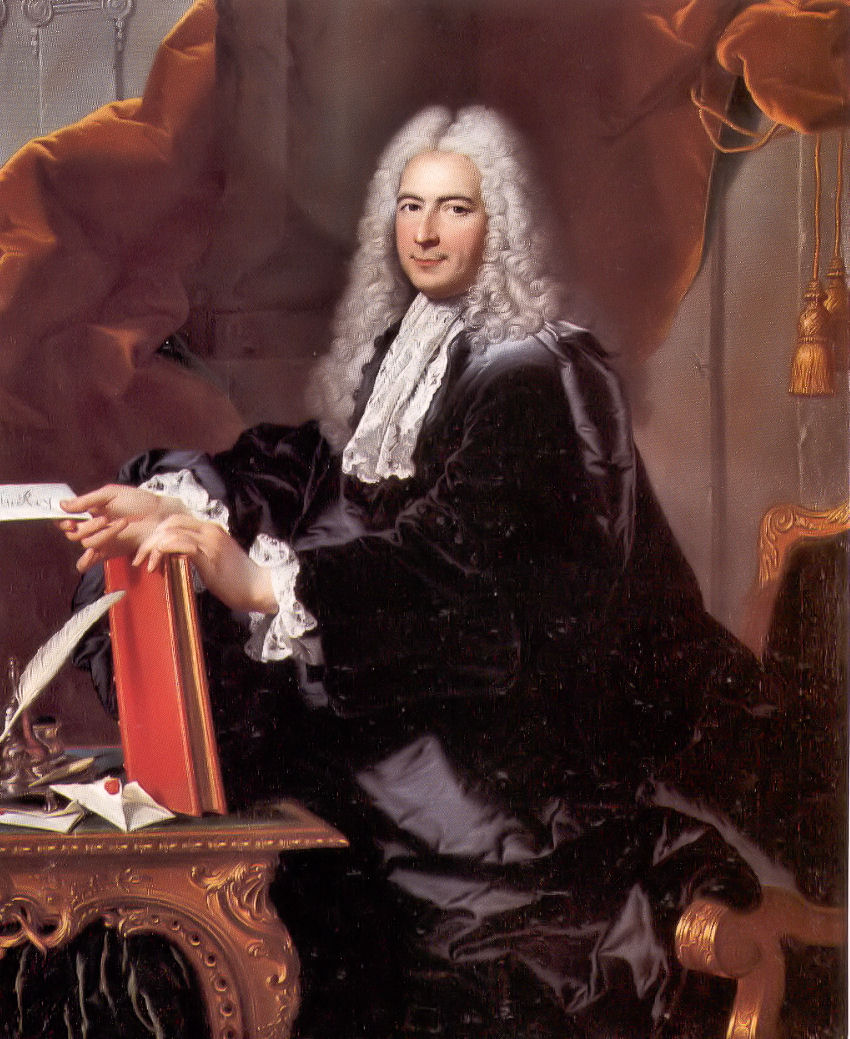
Гіацинт Ріґо (1659–1743) Портрет Філібера Оррі.
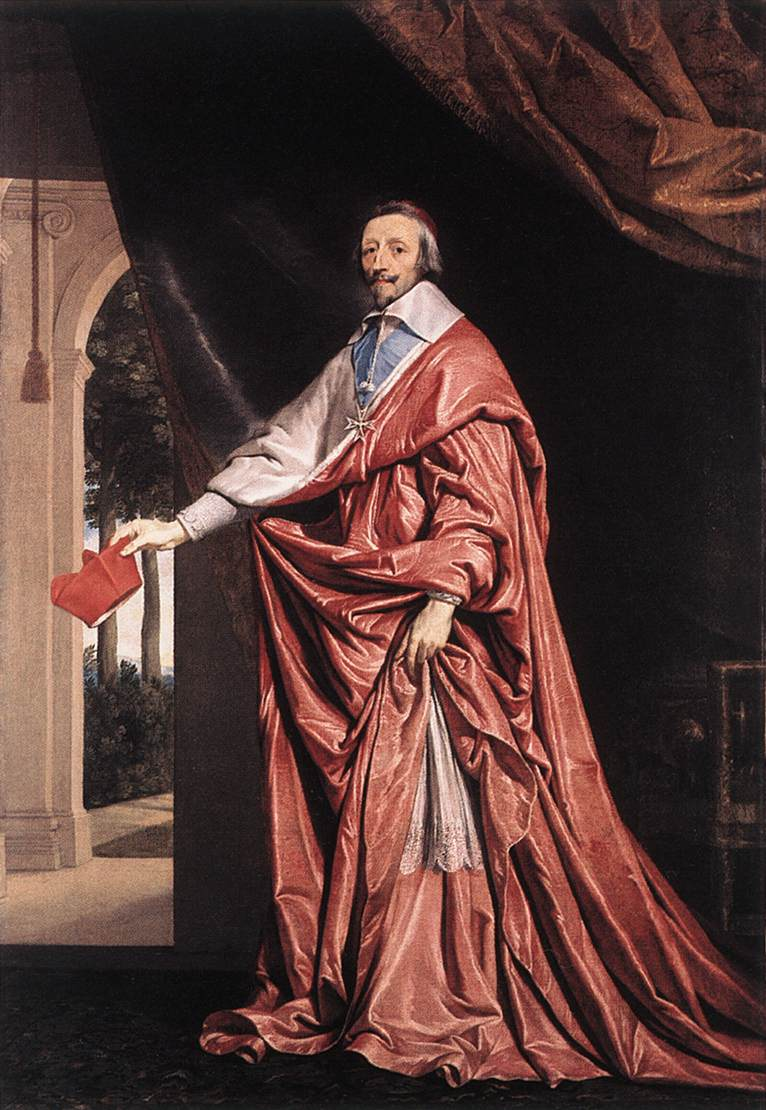
Філіп де Шампень. «Портрет кардинала Рішельє», бл. 1637 р., Нац.галерея, Лондон
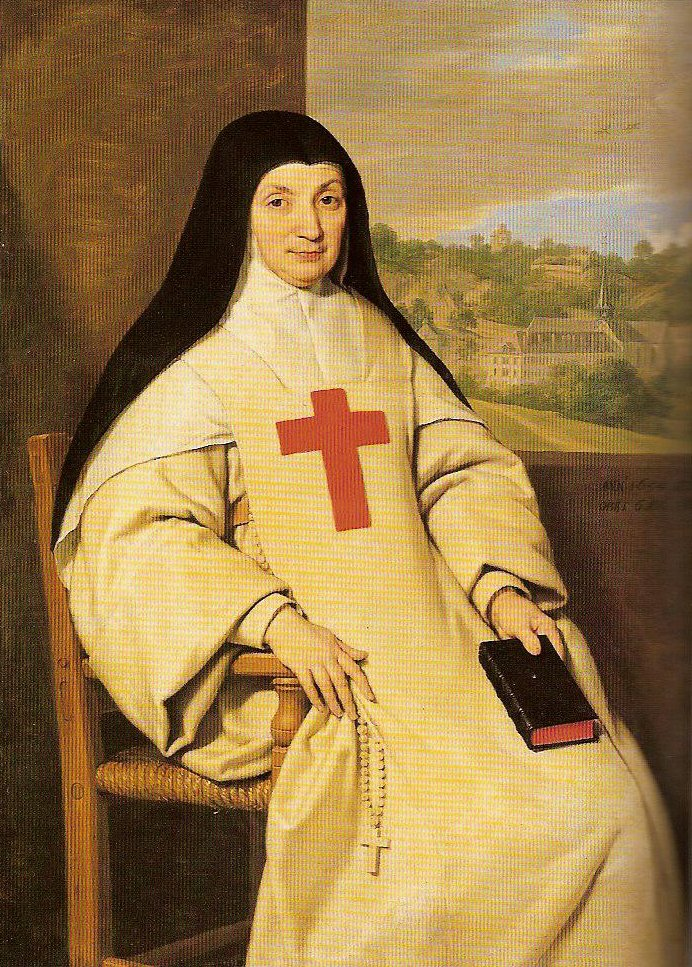
Філіп де Шампень. «Анжеліка Арнолд»
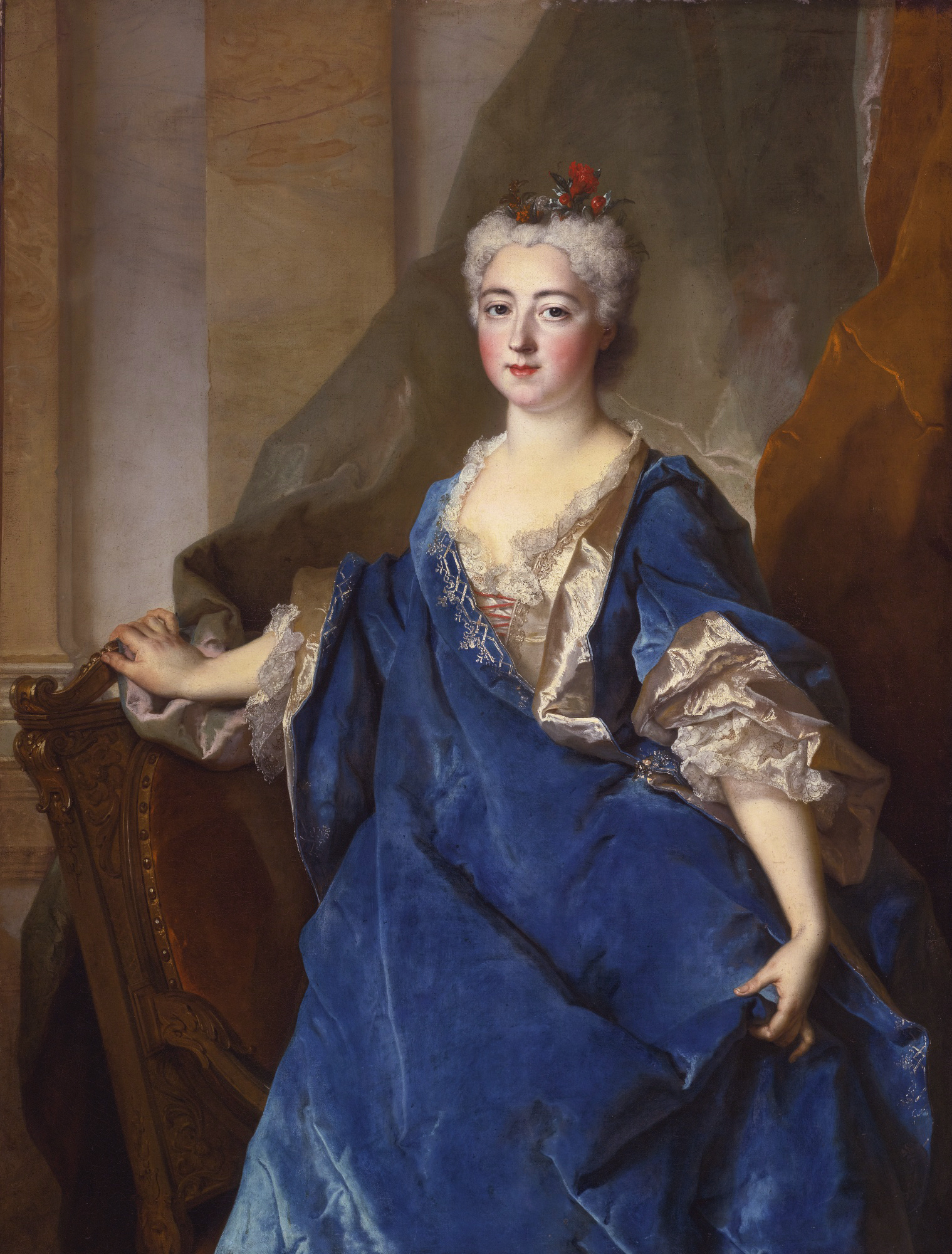
Ніколя де Ларжильєр. «Катерина Білінська, баронесса де Безенваль»
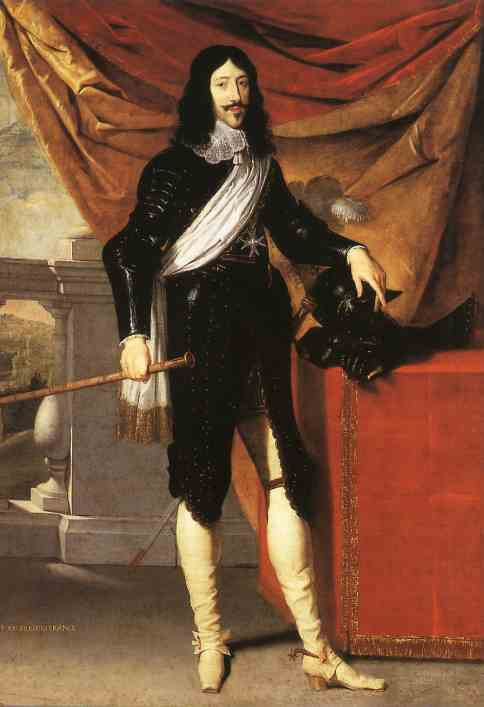
Філіп де Шампень. «Король Луї 13-й», портрет в абатстві Валь де Грас, Париж
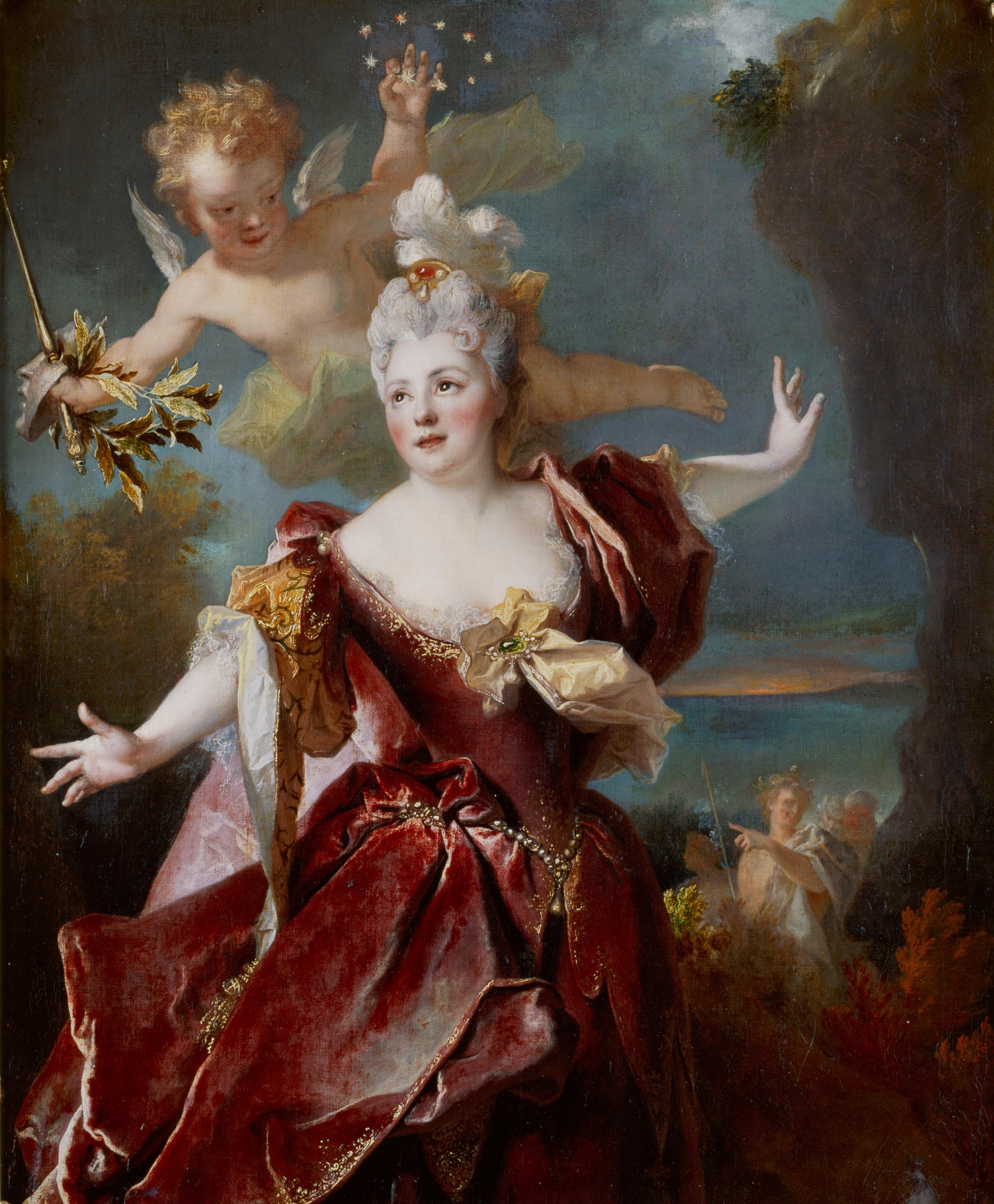
Ніколя де Ларжильєр. «Акторка мадмуазель Дюкло»
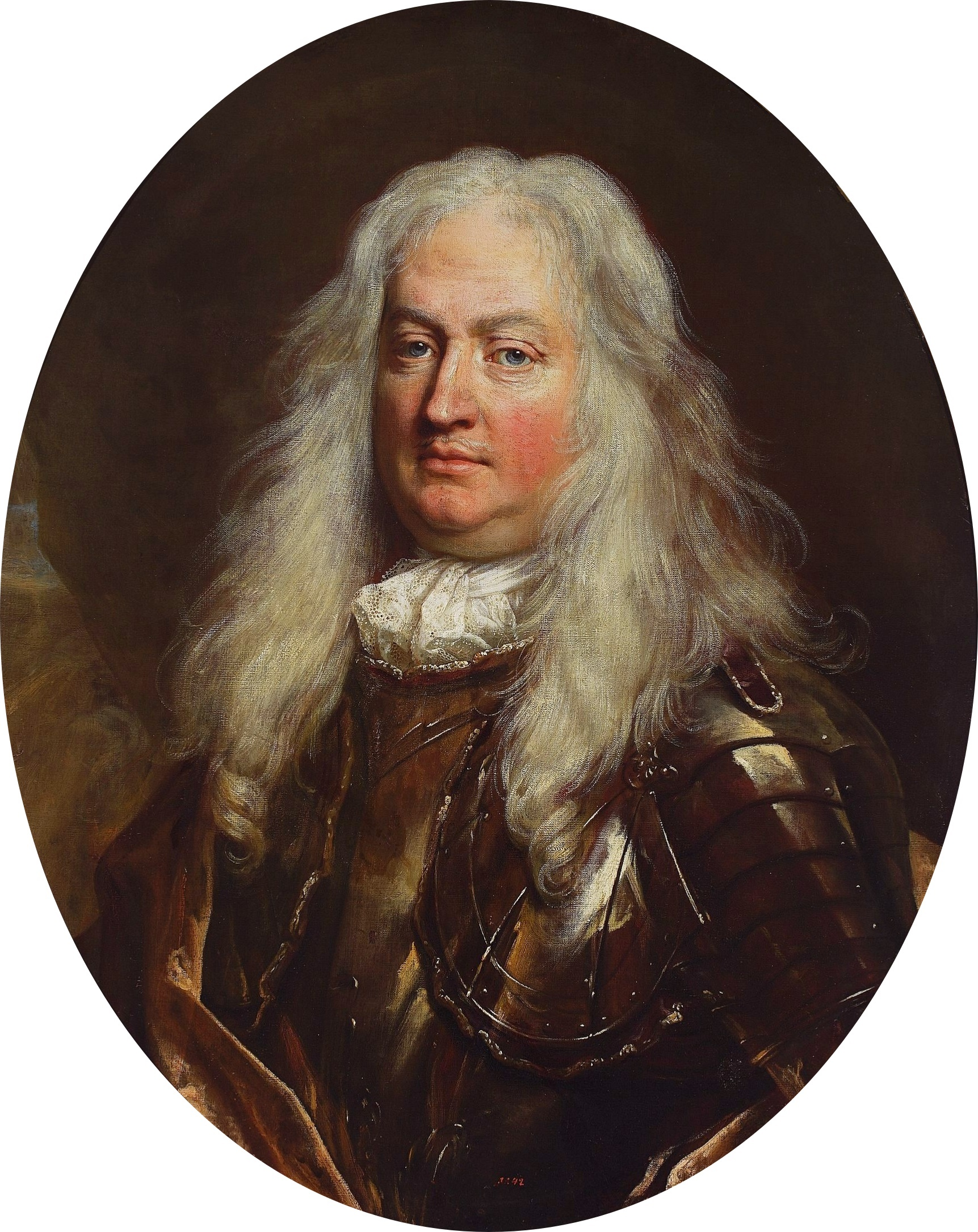
Ніколя де Ларжильєр. «Генерал Бардо де Барді Маналотті», до 1693 року. Національний музей (Варшава)

## Відділ четвертий

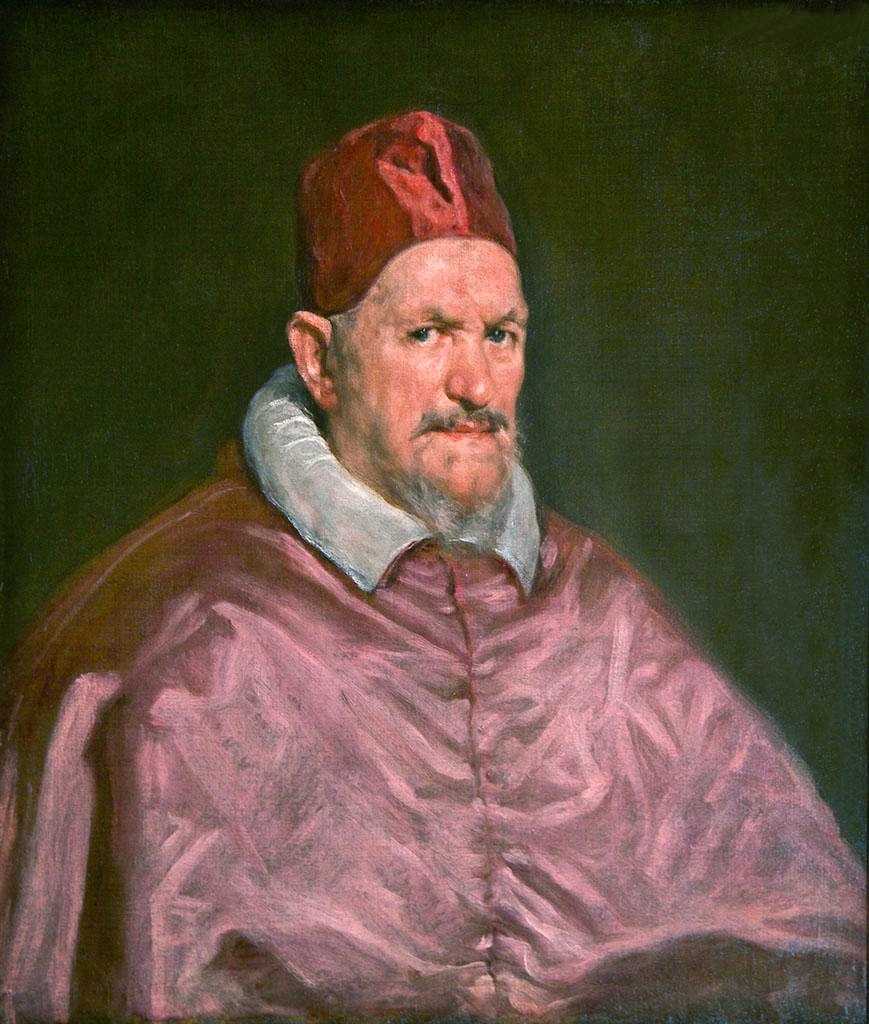
Д. Веласкес. Етюд до портрета папи римського Іннокентія Х, збірка Веллінгтона, Лондон

Весь четвертий відділок книги В. М. Лазарев присвятив одному Дієго Веласкесу. Це ще одна спроба надати іспанському художникові, призабутому у XVIII ст., належну честь і пошану. Але четвертий відділок книги досить короткий і вмістив лише опис портрета папи римського Іннокентія Х та незвичної для європейців серії придворних карликів.
Портрет Іннокентія Х справив неабияке враження як на самого папу римського, так і на тогочасних римських художників рисами парадності і надзвичайного реалізму, що межував із сатирою. В відомому центрі європейського бароко, багатому портретистами, так відверто і некомпліментарно ніхто не працював.
Веласкес не приховав в портреті від глядача ні енергійності і соціальної дистанції, ні підозрілості і зневаги папи до всіх. Від намісника апостола Петра на землі не віє ні привітністю, ні готовністю зрозуміти чи простити грішного. Папа нікого не благословляє, як то часто подавали в портретах римських пап. Він сидить у кріслі як верховний судія. Водночас пильне спостереження за папою породжує підозри в грішній особі, що посіла папський престол, а тепер старанно і ревно приховує від усіх свою невідповідність посаді.
Веласкес зберіг враження підозрілості і ворожості не тільки в ескізах до парадного портрета. Він переніс їх і в готовий портрет, нічим і ніяк не наблизивши зображення в бік привітності чи нещирої, світської люб'язності.
Енергійність папи Іннокентія Х має руйнівну спрямованість, а від портрета віє загрозою і небезпекою. На парадність портрета працює і обмежена колористична гама — білої сутани і криваво-червоного одягу, наче щойно пролитої крові. Кольору темної крові — і коштовна завіса за кріслом папи. Портрет став художньою сенсацією в Римі. Подивитись на портрет пензля Веласкеса збігалась юрба художників і всі охочі. Портрет роками вивчатимуть інші і робитимуть постійні копії.
Особлива галузь іспанського портрета XVII ст. — серія придворних карликів. Іспанська королівська родина і серія придворних карликів — два в усьому протилежні соціальні полюси. На одному — багатства, міць і претензії на безсмертя, на другому — повна розчавленість. Убогі і сірі, безпорадні і беззахисні, вони виконували ролі живих іграшок для вельможних володарів. Убогість і потворнісь цих живих іграшок (за уявою тогочасних вельмож) лише підкреслювала велич і недосяжність іспанських аристократів.

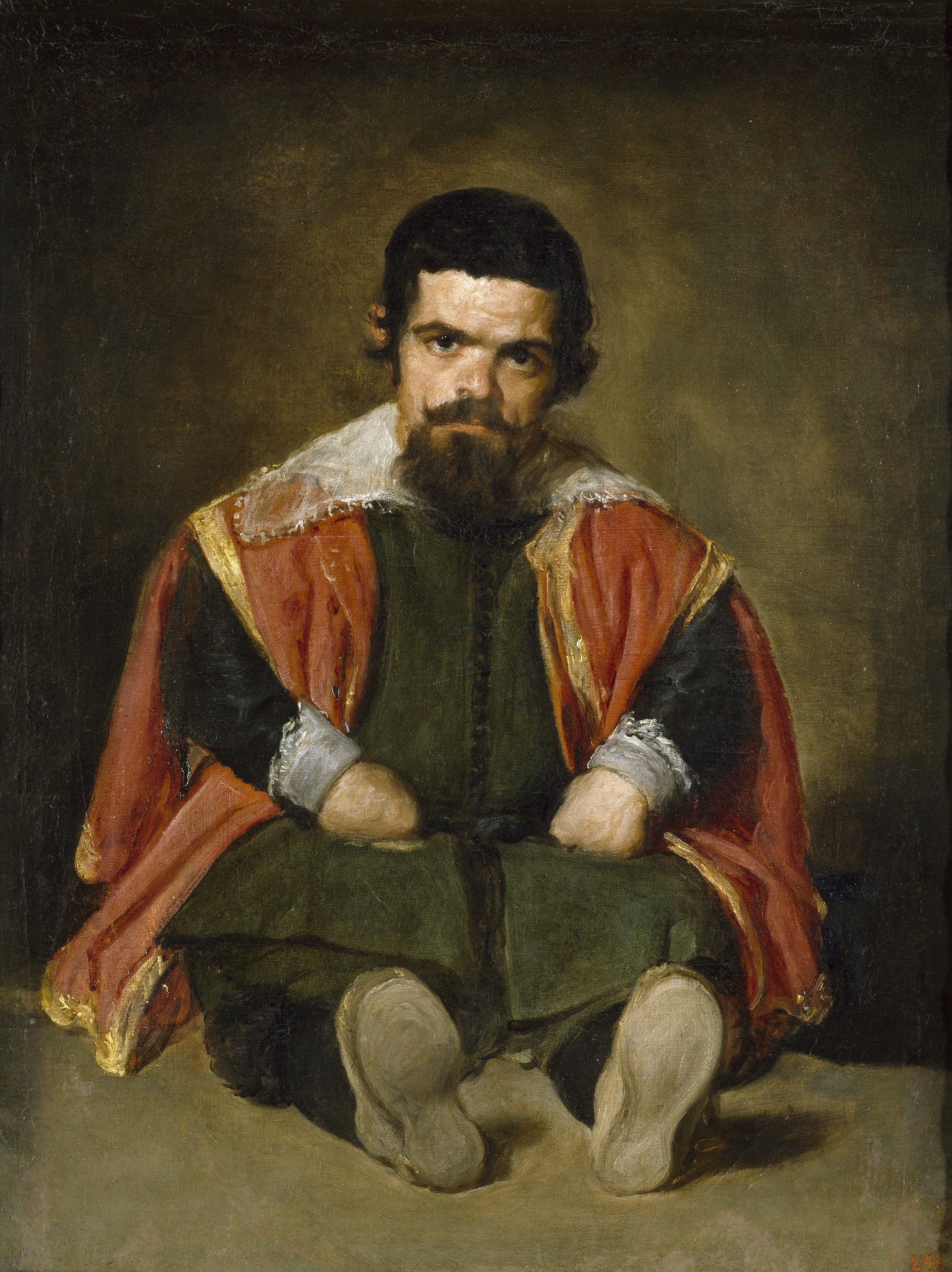
Д. Веласкес. «Блазень Себастьян де Морра», бл. 1645 р., Національний музей Прадо, Мадрид
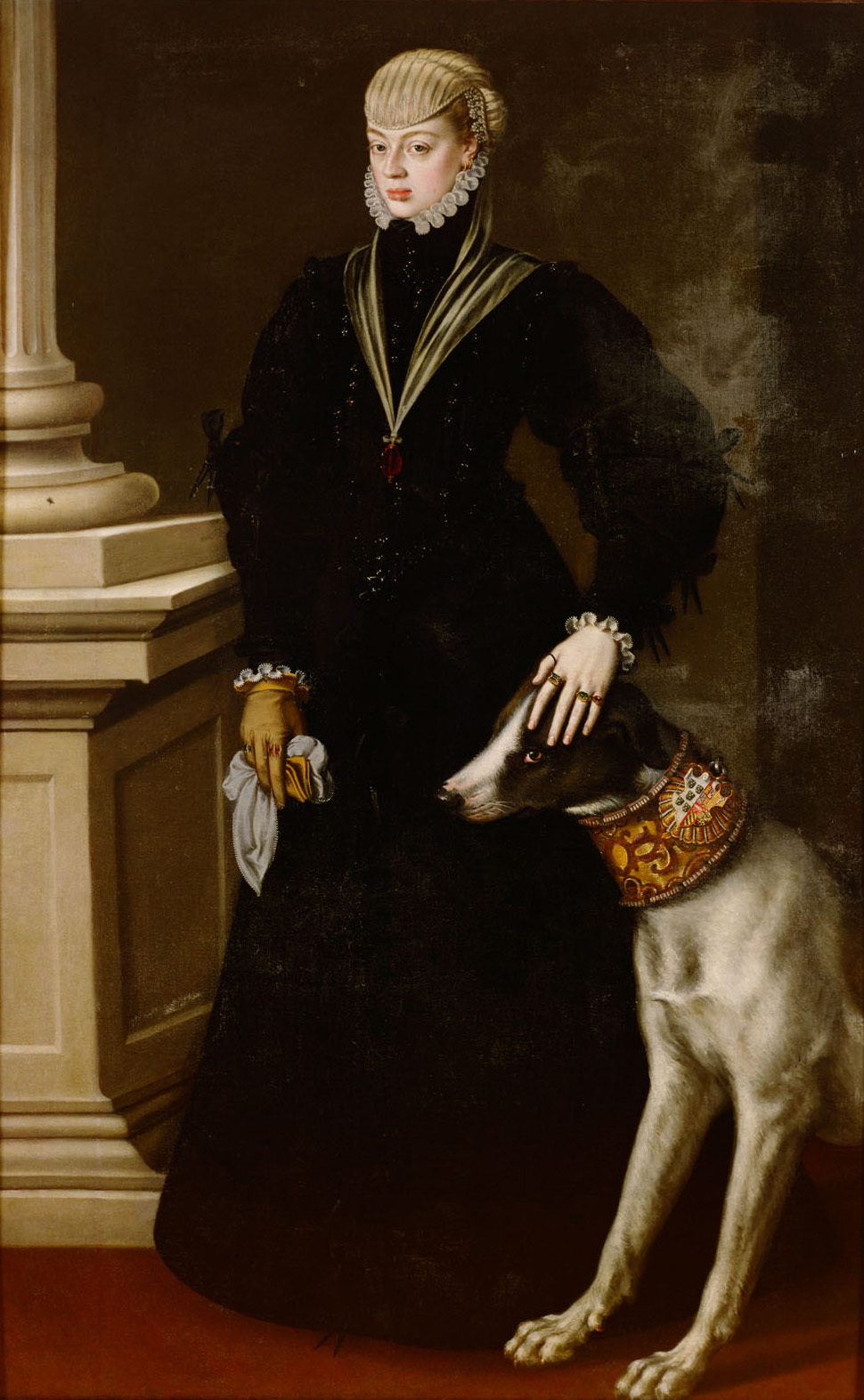
Коельо. Інфанта Хуана Іспанська
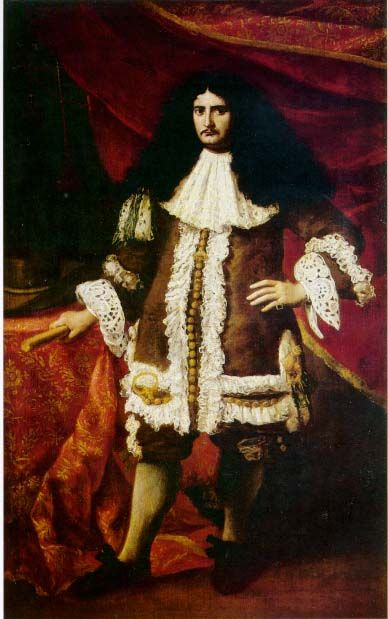
Хуан Кареньо де Міранда. «Дон Франсіско, 5-й маркіз де Санта Крус»
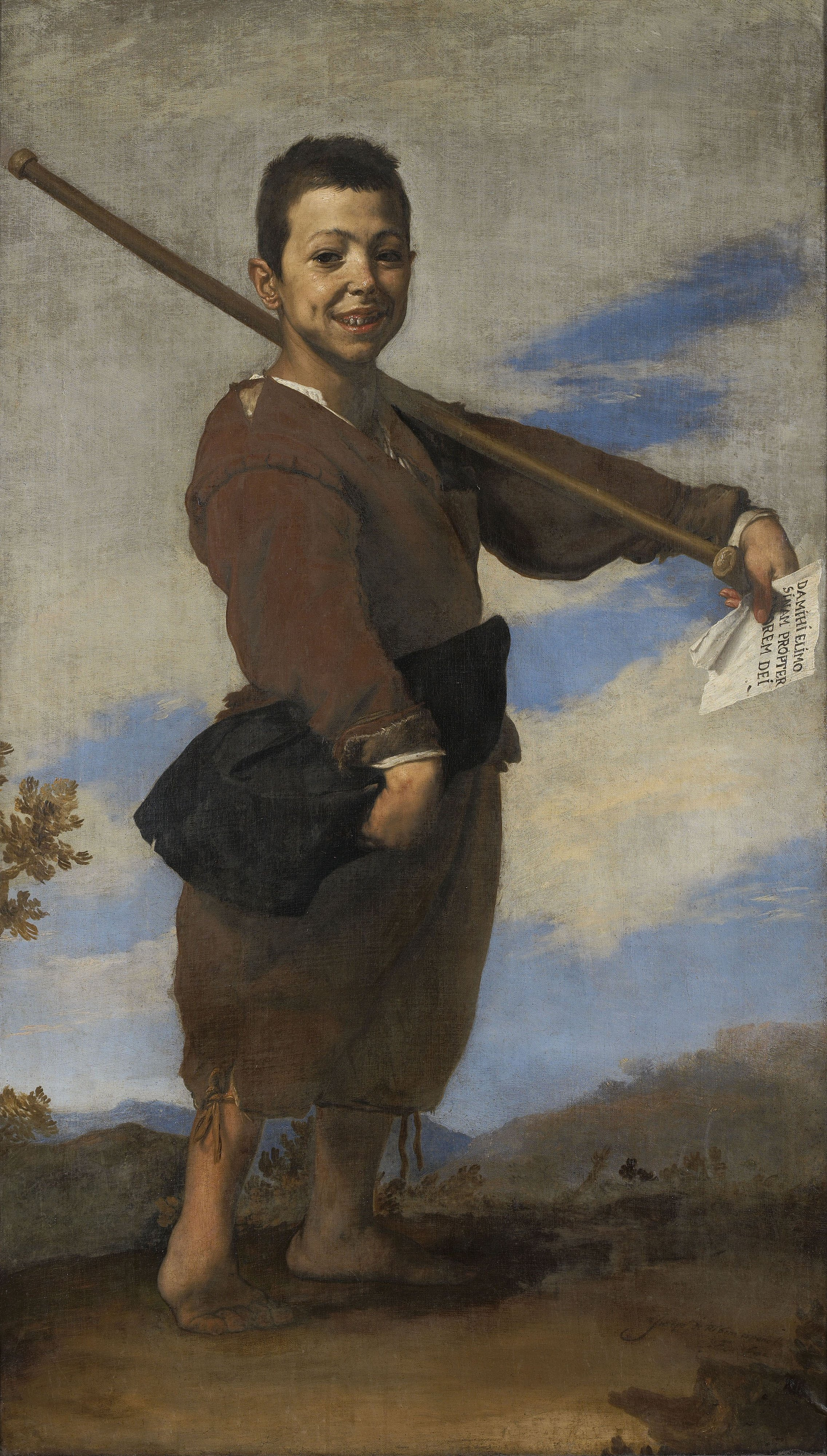
Хосе де Рібера, Кульгавчик, 1642, Лувр, Париж
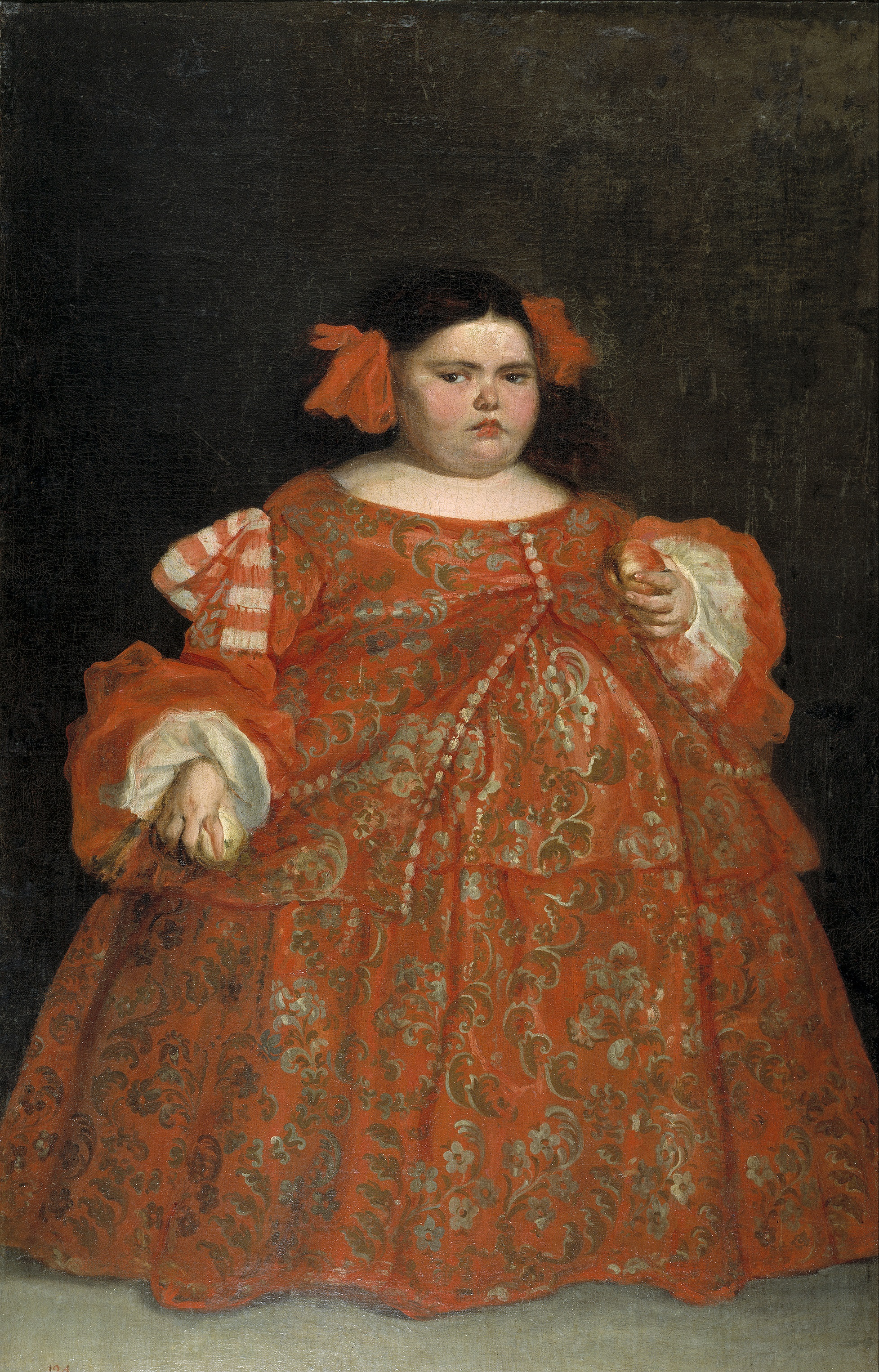
Хуан Кареньо де Міранда, карлиця Євгенія Вальєхо, Національний музей Прадо

В розділ не увійшли згадки про інших іспанських майстрів, серед яких було чимало і портретистів. Адже мистецтво Іспанії 17 ст. не було зосереджене лише на геніально обдарованому Велскесі. Спроби писати карликів зробили і інші іспанські майстри, серед яких та Хуан Кареньо де Міранда. Але порівняння з творчістю Веласкеса витримала лише творчість Хосе де Рібера.

## Відділ п'ятий

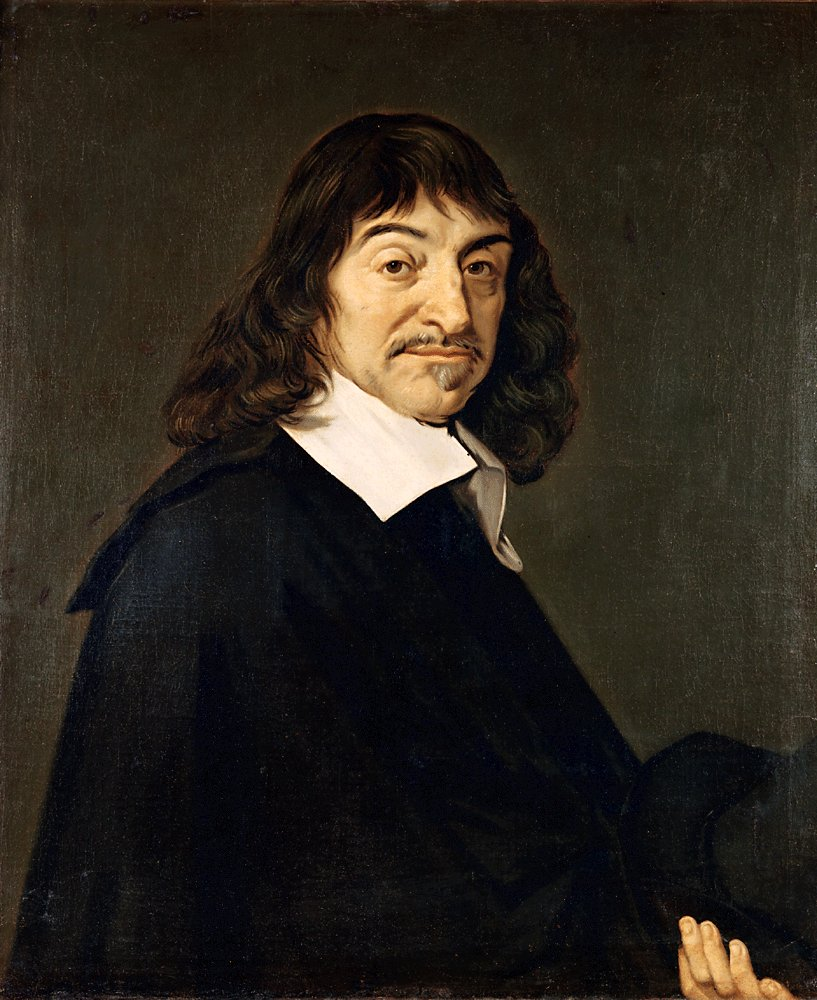
Худ. Галс Рене Декарт

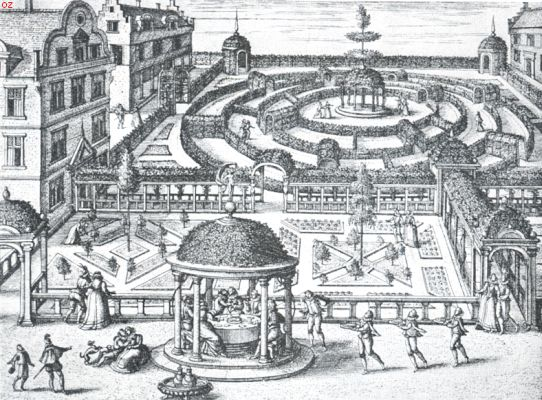
Ганс Вредеман де Вріс. «Голландський садок», 1583 р.

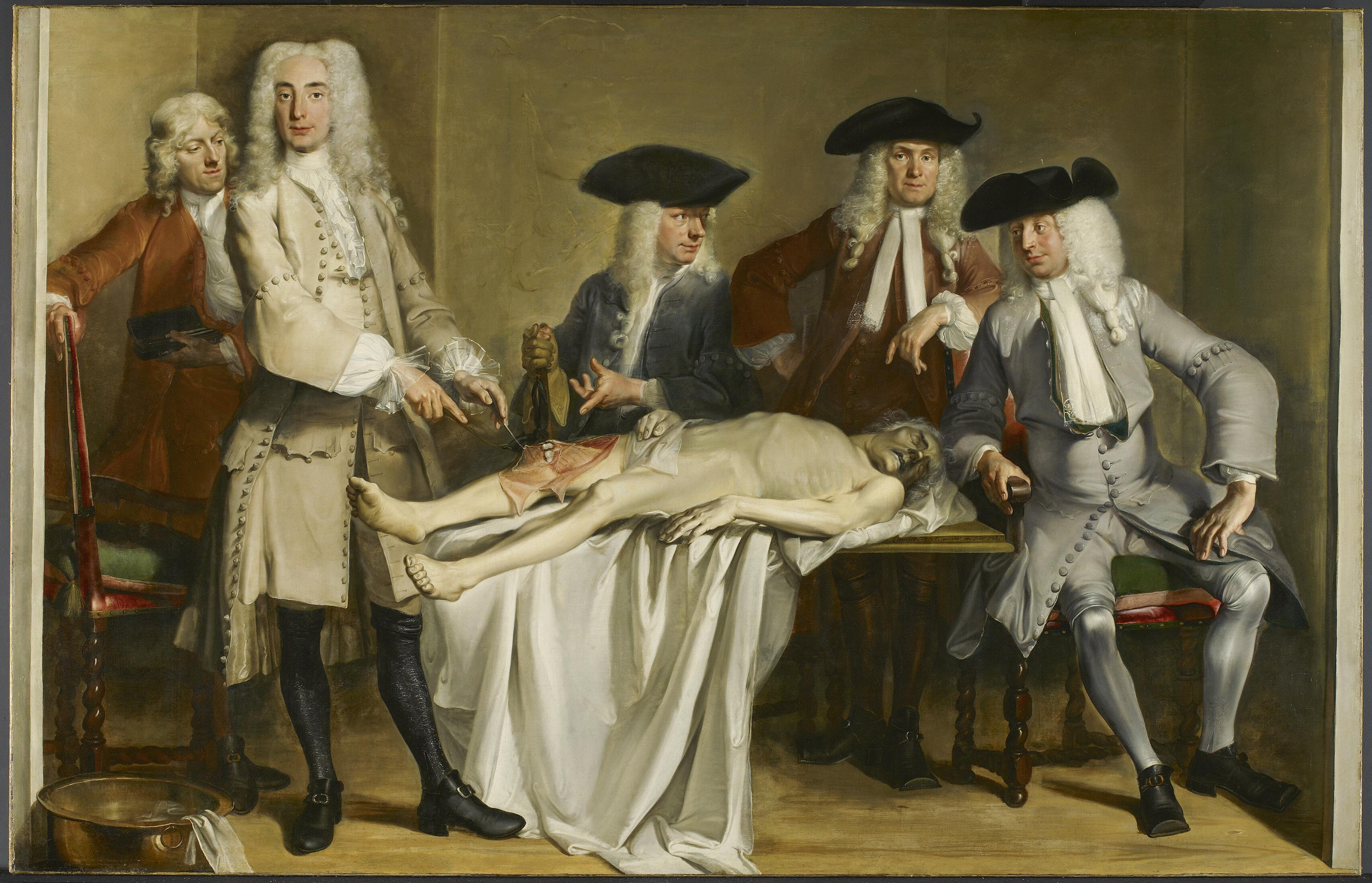
Корнеліс Трост. Урок анатомії доктора Віллема Рюеля

Мистецтво Нідерландів логічно виросло на мистецтві всіх регіонів, що входили до території Історичних Нідерландів XV—XVI століть, коли вони разом з Фландрією входили до єдиних державно-політичних формувань. З XVII століття пройшло державне і мистецьке розмежування, що спонукало формування двох національних мистецьких шкіл, єдиних за походженням, але різних за ознаками. Свій внесок в мистецьке розмежування внесли і конфесійні розбіжності. Фландрія залишилась в лоні католицизму, де релігійне мистецтво мало новий розквіт в XVII ст. Голландія стане провідною країною протестантизму.
В XVII столітті нідерландська нація лише починала свою історичну ходу. Саме в цей період стався рішучий розрив нідерландського мистецтва з мистецтвом попередньої епохи. Прості форми життя нідерландських бюргерів породжувало примітивні, практичні та приземлені смаки в мистецтві. У творах художників вони прагнули бачити відображення власного життя та побуту, позбавленого шляхетності і зайвих церемоній, широкої освіти, витончених смаків і шанування попередніх, середньовічних традицій.
Адже на початку XVII століття Нідерланди пережили низку років самоствердження і бадьорості. Бо успішно закінчувалася боротьба за власну незалежність від могутньої імперії Іспанії. Залишалася довга праця щодо визнання молодої держави, яка щойно з'явилася на політичній мапі Західної Європи. Самоствердження і бадьорість були притаманні і поведінці мешканців, і національному мистецтву, що активно позбавлялося релігійних обмежень, які йшли від католицької Італії.
Панування протестантизму, що не визнавав релігійні образа, привело до значного скорочення замов на релігійний живопис. І, навпаки, це приведе до вибухового поширення світських за тематикою жанрів. Саме в мистецтві Нідерландів значної міці і розвитку набули портрет, пейзаж, побутовий жанр, натюрморт, подібного котрому не знали навіть визначні центри мистецтва у Італії чи Франції. Мистецтво Нідерландів XVII століття стало своєрідним феноменом в мистецькій ситуації Європи XVII століття. Шляхом, започаткованим митцями Нідерландів, підуть митці інших національних художніх шкіл Європи.
Активне засвоєння наукових досліджень, технічних навичок, вивчення природних явищ, природних ресурсів океану і віддалених куточків світу, колоніальні війни і еміграція з країни — характерні ознаки XVII століття. В портретному жанрі з'явились зображення адміралів і офіцерів Ост-Індської кампанії. Якщо в XVI столітті кепкували з алхіміків, в XVII столітті чільне місце посіли зображення кабінетів, де працюють богослови, ботаніки, астрономи — тепер вже без жодних натяків на кепкування. Отримали поширення відвідини анатомічних театрів, де до анатомічних знань навернулись не потайки, а цілком відкрито — усі охочі з дозвіллям. На всі ці події відгукнувся і нідерландський живопис. Сюжетами картин нідерландських художників стають також доки Ост-Індської кампанії, мануфактури по переробці жиру китів, засідання ботанічних товариств. Низку «анатомічних уроків» створили — Міхіль Міревелт, Рембрандт, Корнеліс Трост, Ян ван Нек. За історично невеликий відрізок часу Голландія пережила справжній період портретоманії. Серед численних голландських портретистів особливо виділялась творчість Рембрандта і Франса Галса. Останній і був переважно портретистом (за винятком короткого часу в молодості, коли робив релігійні образа, але покинув їх остаточно).
Творчому доробку Франса Галса в портретному жанрі і присвятив В. М. Лазарев п'ятий розділ книги. Те, що зробили в аристократичному портреті Рубенс і Антоніс ван Дейк, в голландському бюргерському портреті зробив Франс Галс.

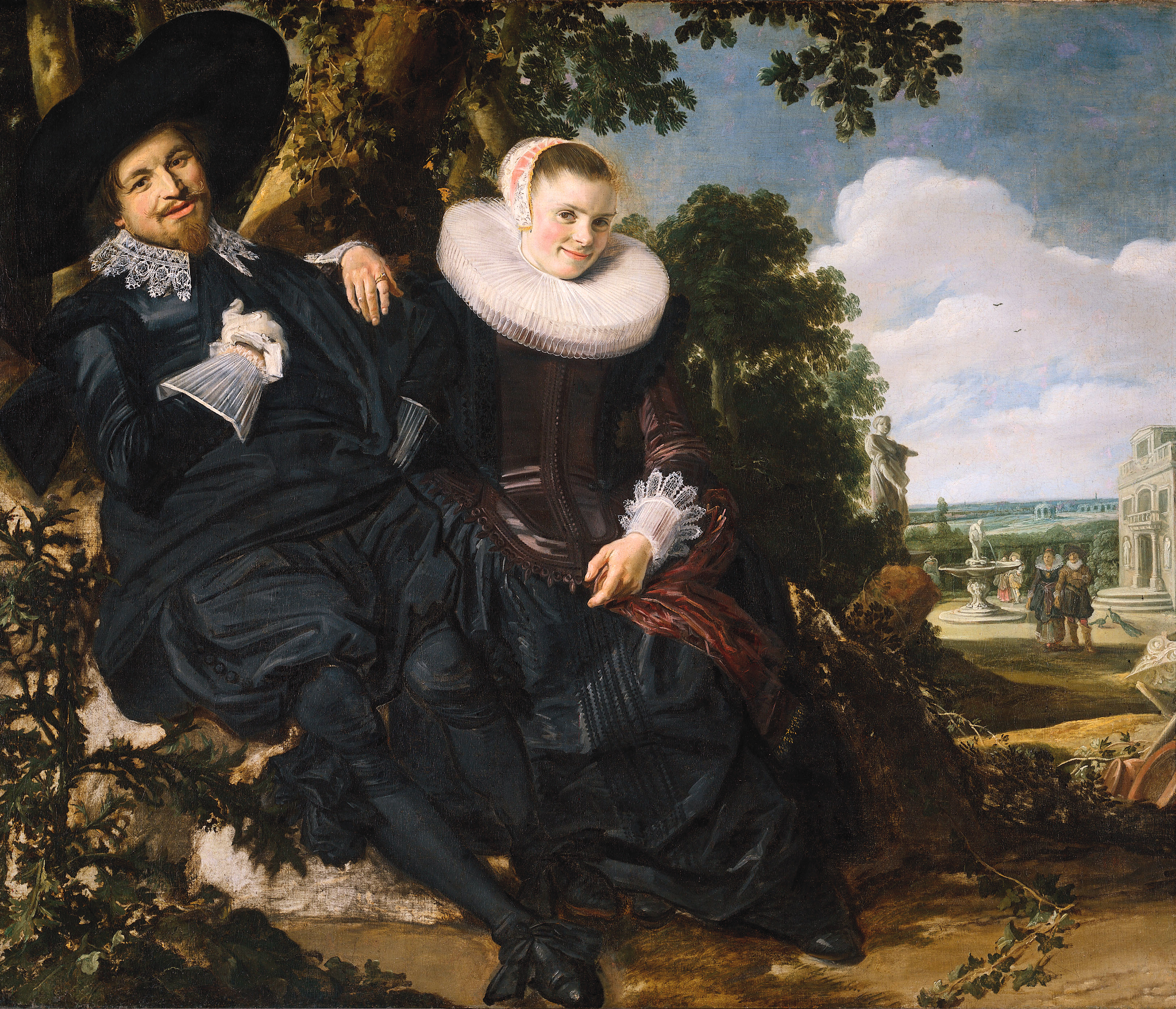
Родинний портрет Ісаака Масси і його дружини Беатрікс. 1622. Державний музей, Амстердам
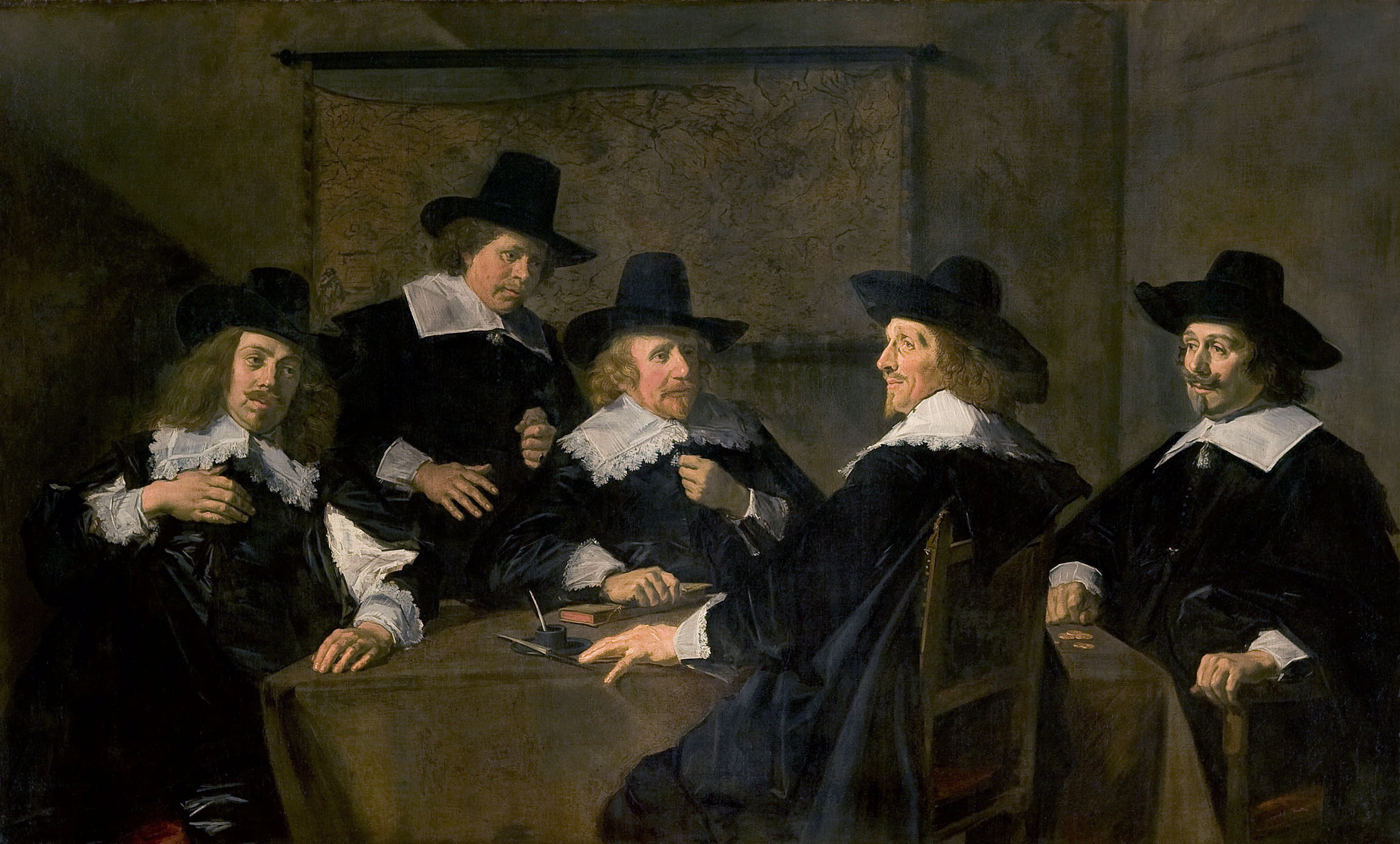
Регенти шпиталю Святої Єлизавети в Гарлемі. 1641. Музей Ф. Галса. Гарлем
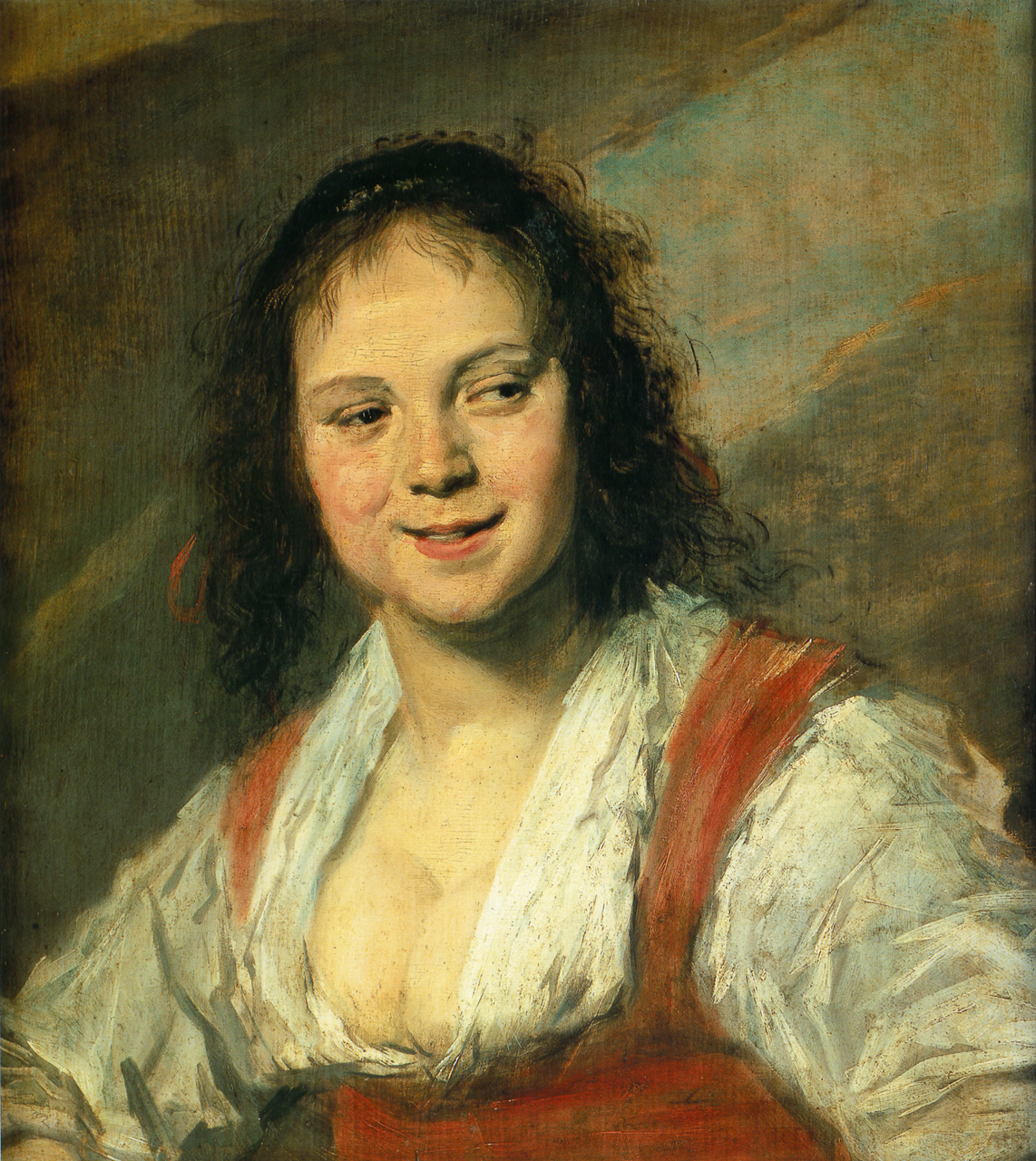
Циганка (картина). 1628—1630. Лувр. Париж
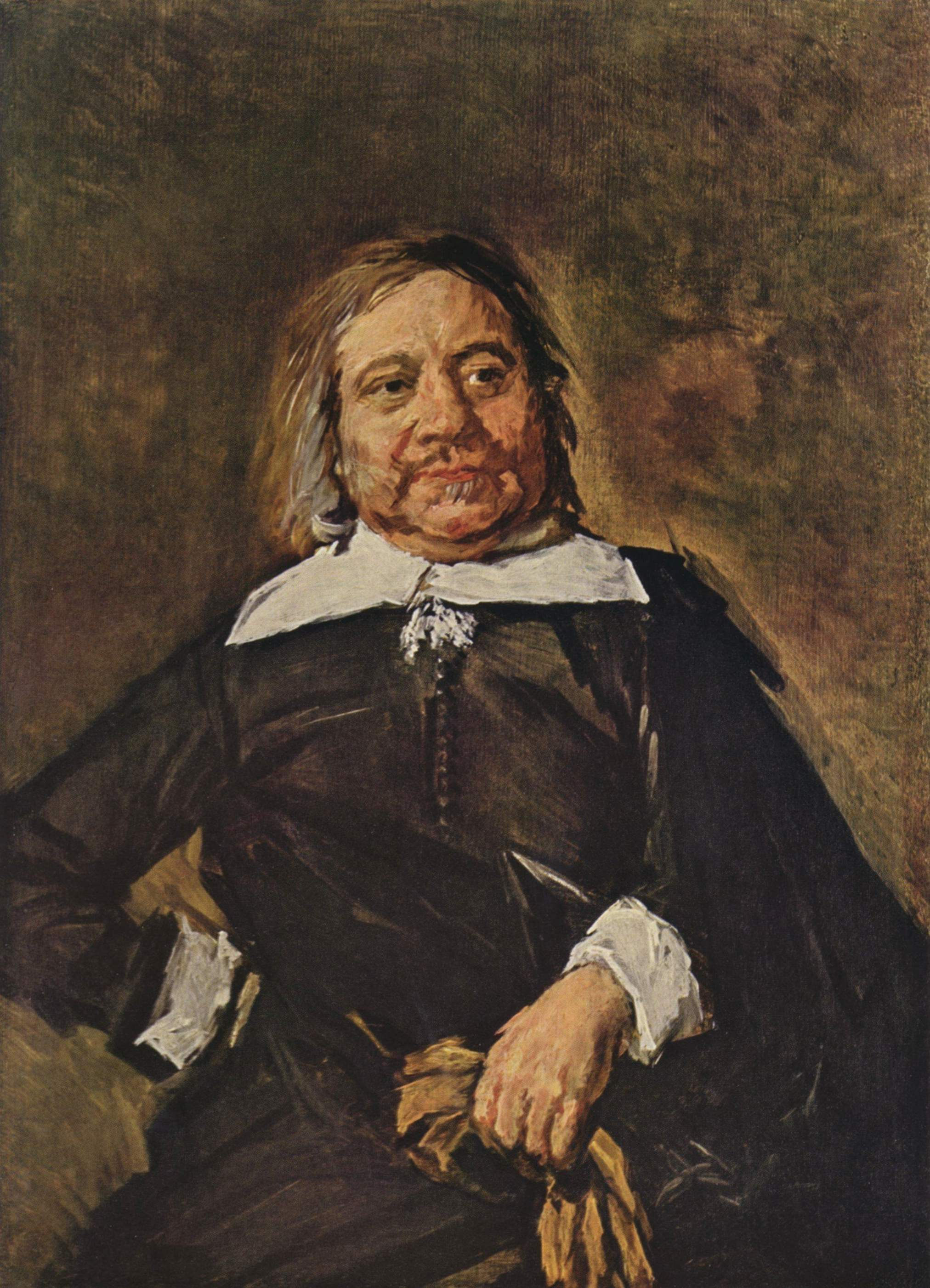
Портрет невідомого. 1660. Стара Пінакотека. Мюнхен

## Відділ шостий

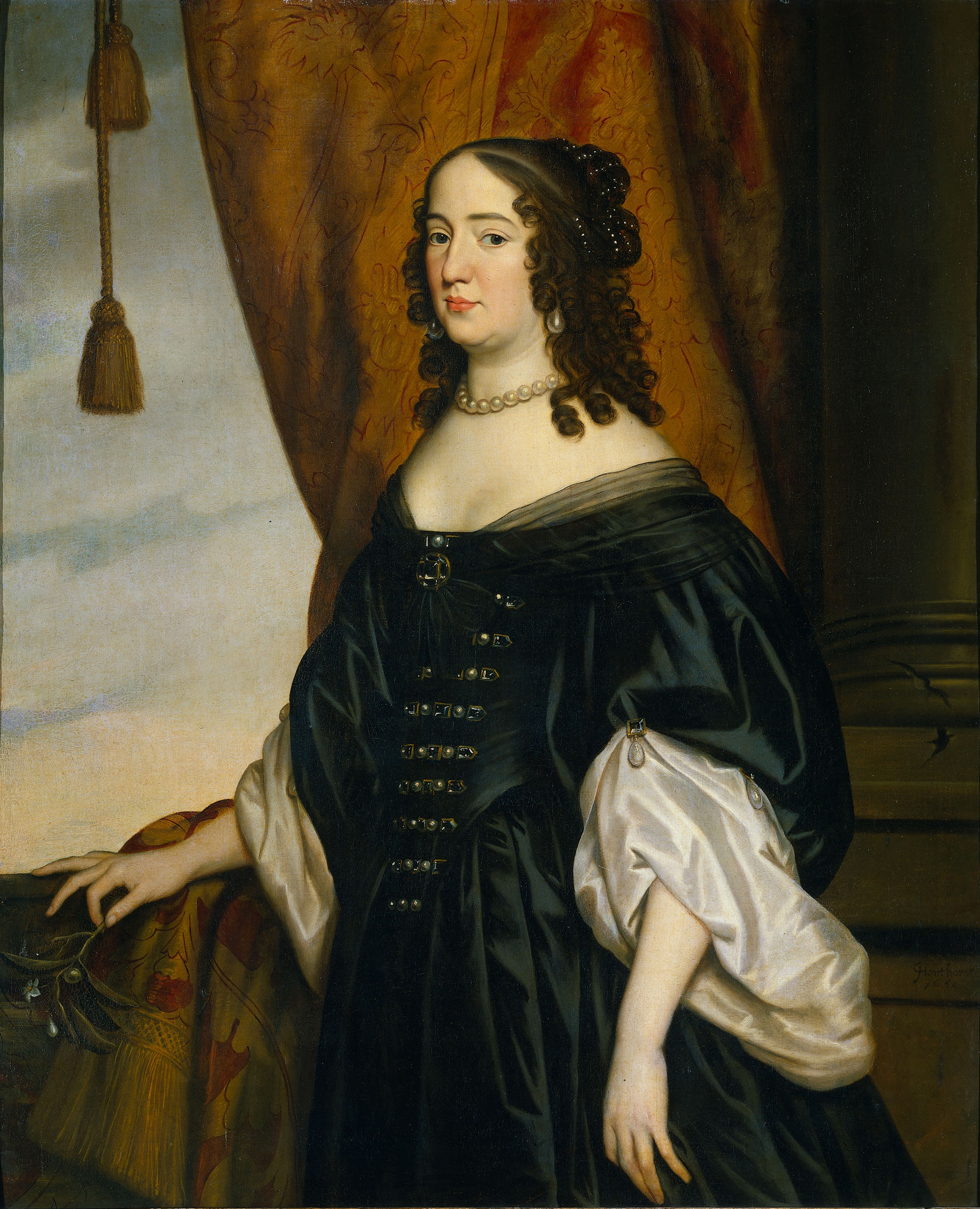
Герріт ван Гонтгорст. «Амалія ван Сольмс», 1650 р.

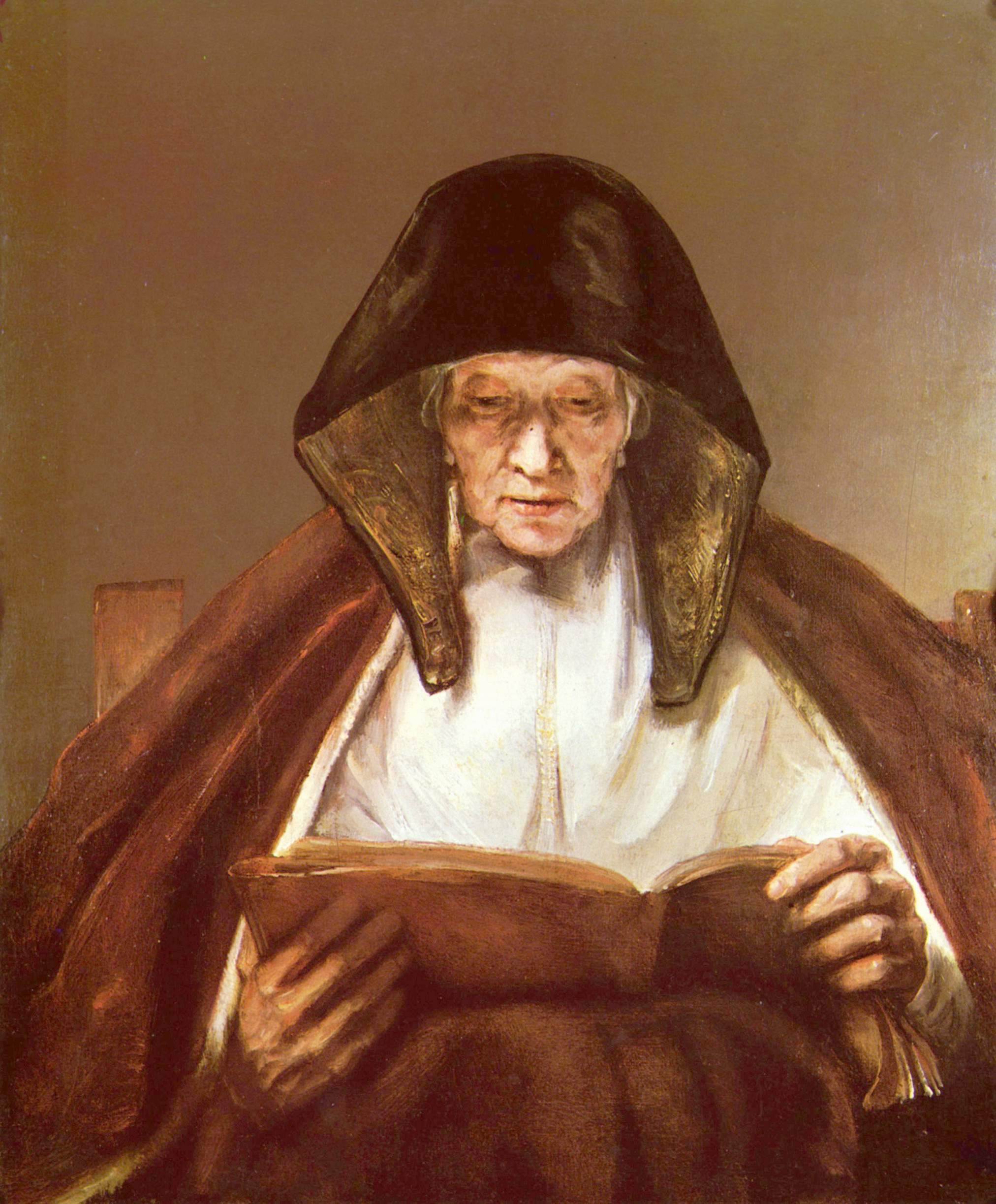
Рембрандт. «Мати читає Біблію», 1655 р. Збірка гецогів Квінсбері

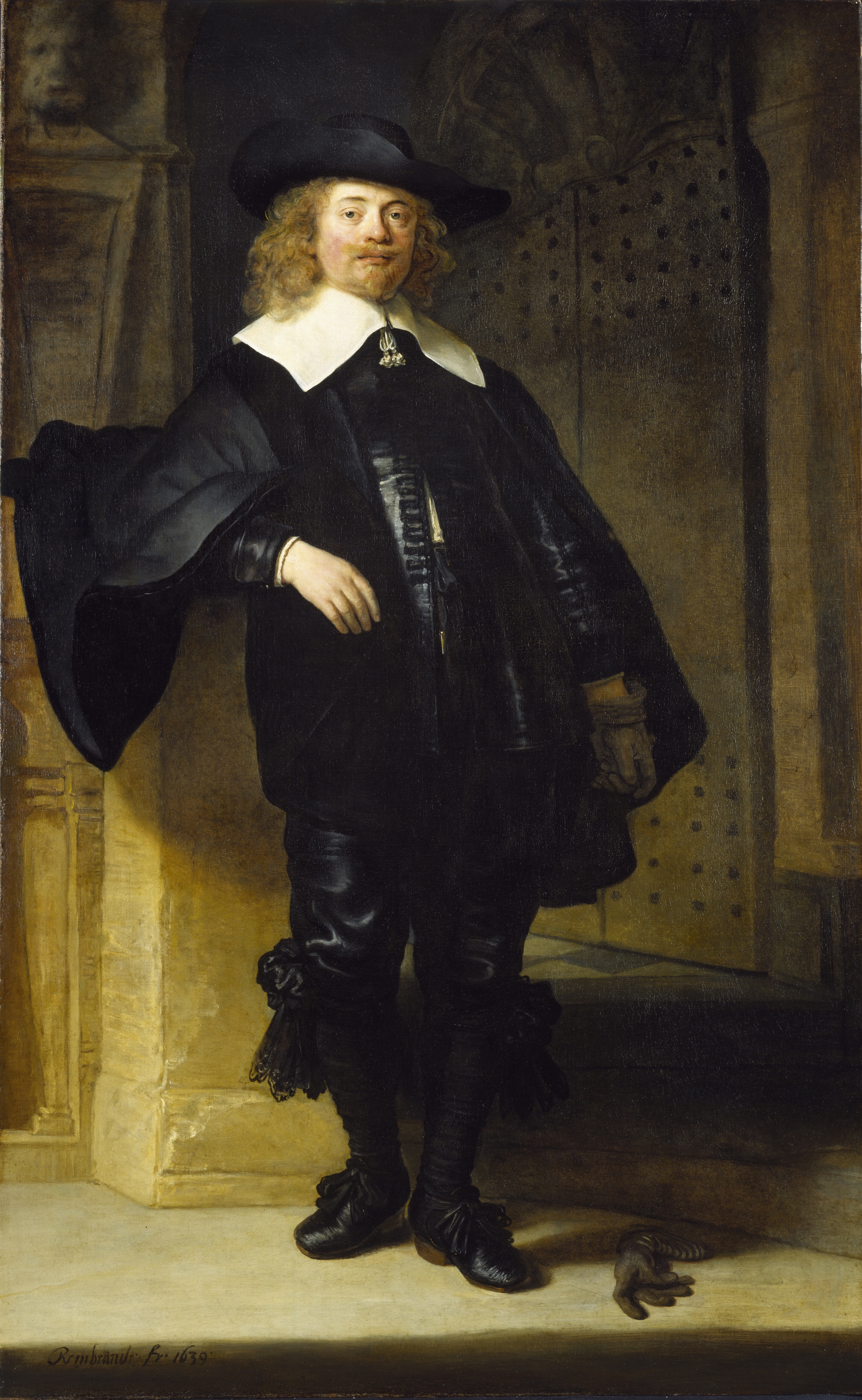
Рембрандт. «Андріс де Греф», 1639 р., Кассель, Німеччина

З дозволу кремлівських вождів були продані за кордон портрети пензля геніальних Франса Галса та Рембрандта. Портретів роботи Галса в СРСР було взагалі мало і науковці не могли працювати з його оригіналами.
Дещо кращою була ситуація з портретами роботи Рембрандта. Незважаючи на розпродажі за кордон, низка портретів залишилась в двох містах країни — у Ленінграді і в Москві. Увесь шостий відділок книги Лазарев В. М. і присвятив опису портретів пензля Рембрандта.
Опис почав з портретів так званого лейденського періоду. Але молодий Рембрандт в лейденський період лише починав художню кар'єру, тому мав малий досвід і малу кількість тих, хто зголошувався йому позувати. Не дивно, що це його батько, мати і він сам.
Рембрандтів талант довго визрівав. Поки художник перетворився на майстерного портретиста, пройшло не менше двадцяти років пошуків і удосконалень майстерності. Аби опанувати межі людських емоцій, він ретельно вивчав власне обличчя у дзеркалі і зробив низку автопортретів у різних техніках. Автопортретів багато в малюнках і в офортах. Але вони неглибокі за психологією. За точним визнанням науковців вони є не що іншим як гримаси, це маски почуттів і їхні навчальні штудії. Аби підсилити виразність власних картин і портретів, Рембрандт звертався до стилістики бароко, мало притаманної майстрам Голландії. Прикладом бравурної манери бароко став і «Автопортрет з Саскією на колінах», один з найкращих портретів митця раннього періоду творчості (Дрезденська картинна галерея).
В портретах на замову Рембрандт використовував і досвід та знахідки італійських художників. Про це свідчать як його малюнки (малюнок-копія портрета Балтазара Кастільйоне роботи Рафаеля Санті), так і композиції власних портретів, виконаних по замовам. Він подає портретованих до колін чи у повний зріст, на тлі пишних завіс чи архітектурних лаштунків. Але самі портрети поверхневі, акцентовані лише моменти репрезентативні (він такий-то впливовий, вона така шляхетна і забезпечена). Не дивно, що Рембрандт став модним портретистом. Шлюб із Саскією Ейленбюрх, що походила із північноголландських багатіїв, відкрив двері до забезпечених кіл Амстердаму і йому, вихідцю із нешляхетних ремісників. В цей період у Рембрандта як художника багато замов і швидке зростання прибутків.
Нове звертання до автопортретів припало на четверте і п'яте десятиліття його життя. Якщо інші поглиблюють власне самопізнання у щоденниках, Рембрандт поглиблював власне самопізнання при створенні автопортретів. Він пройшов шлях в автопортретах від репрезентативних і відверто костюмованих і неглибоких — до точно фіксувавших і його старіння, і його непоправні втрати. Рембрандт поховав ще молоду Саскію, був вимушений пройти через банкрутство, через примусовий розпродаж усього власного майна за борги, нарешті втратив обжитий будинок в аристократичному районі і сам потрапив під опіку як фінансово неспроможний. Катастрофи переслідуватимуть його відтепер до смерті. Психологічні зміни в характері і в художній манері митця — не забарилися.
Тим не менше мало чим можна пояснити такий художній і біографічний феномен, як сотня рембрантовських автопортретів, що збережені. А було їх ще більше. Цей феномен унікальний в портретному мистецтві Голландії XVII століття. Адже їх ніхто не замовляв, авторитет як художник — він серед сучасників втратив, надії на їх продаж і прибуток були за його життя — мізерні.

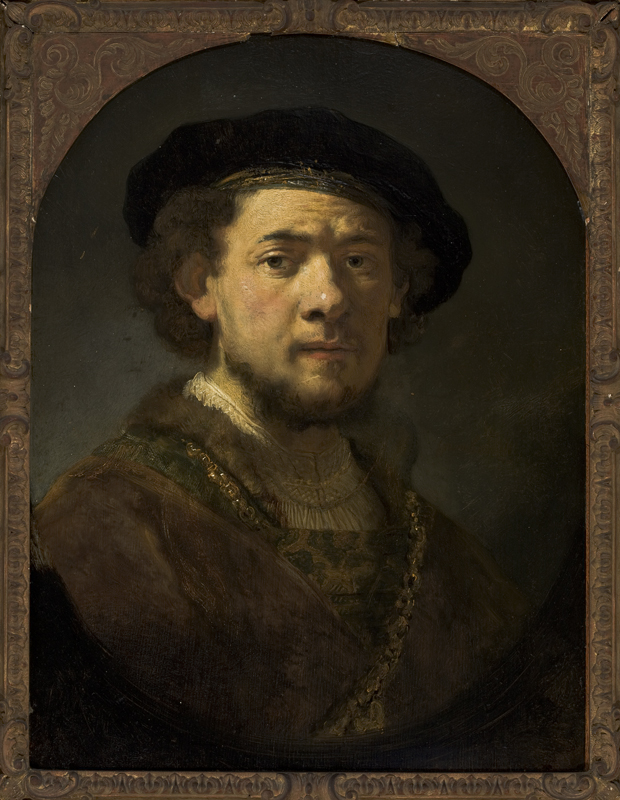
Автопортрет Рембрандта, 1635 р. Музей мистецтва Сан-Паулу
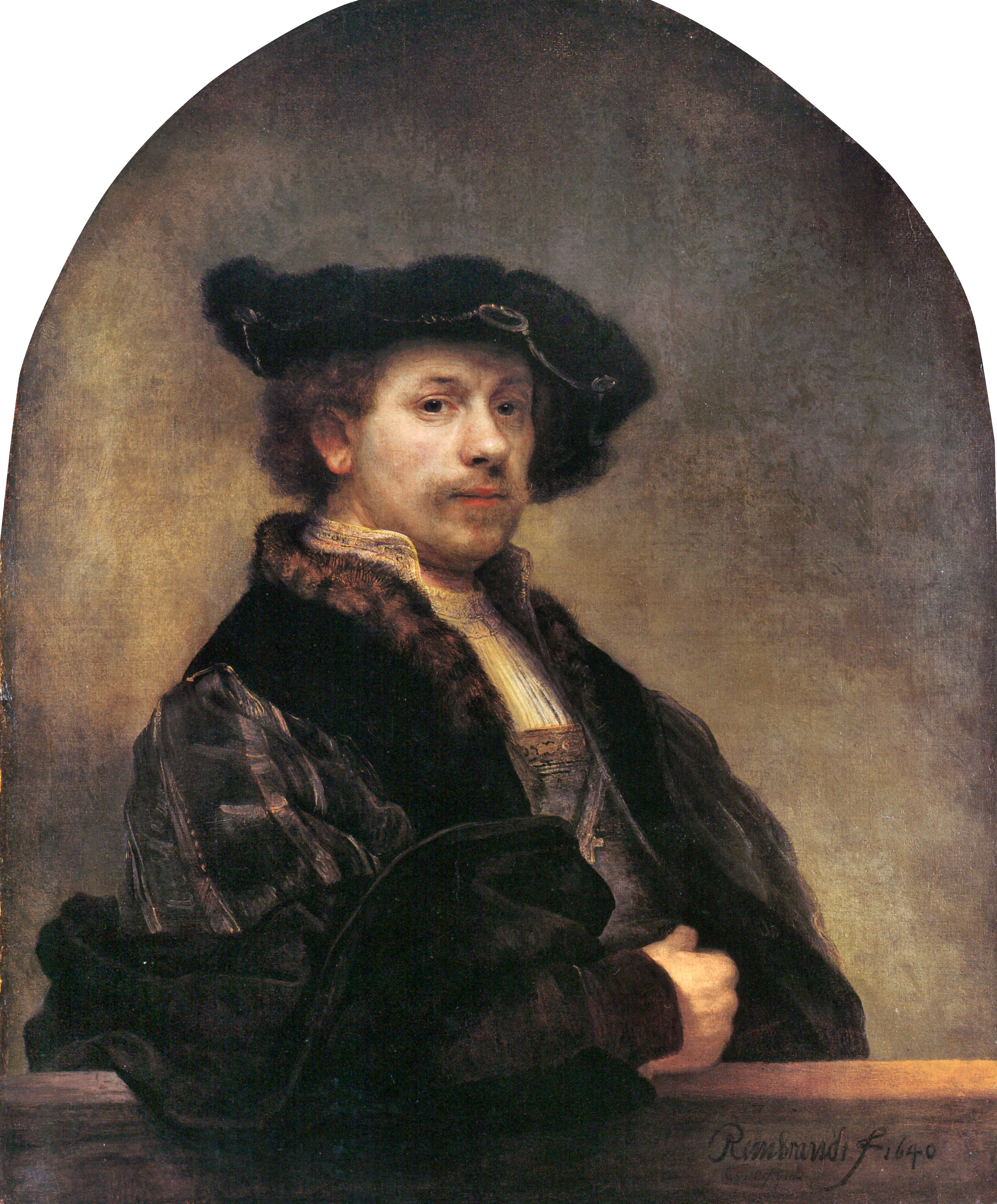
Автопортрет Рембрандта, 1640 р. Національна галерея (Лондон)
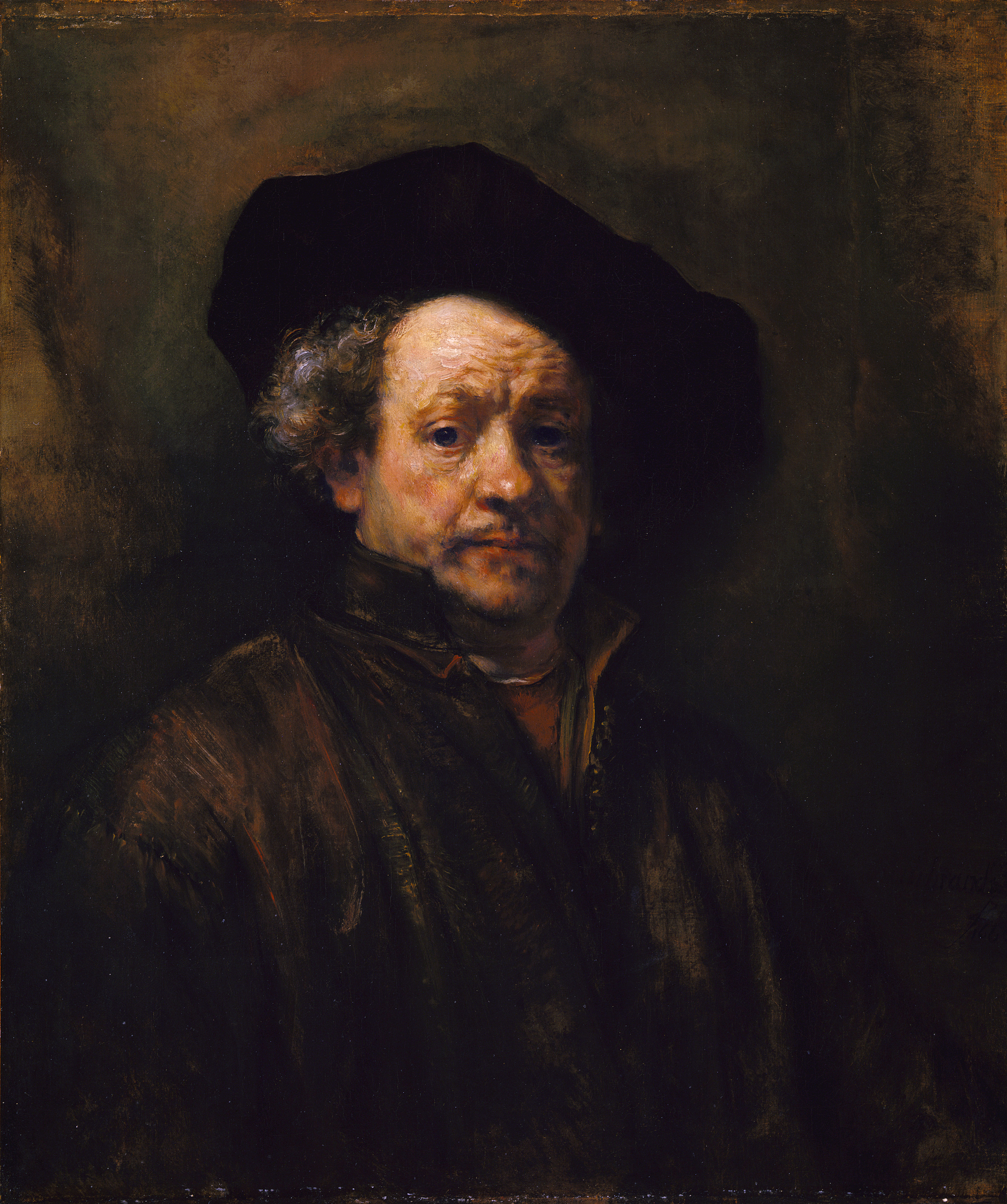
Автопортрет Рембрандта, 1660 р. Музей мистецтва Метрополітен.
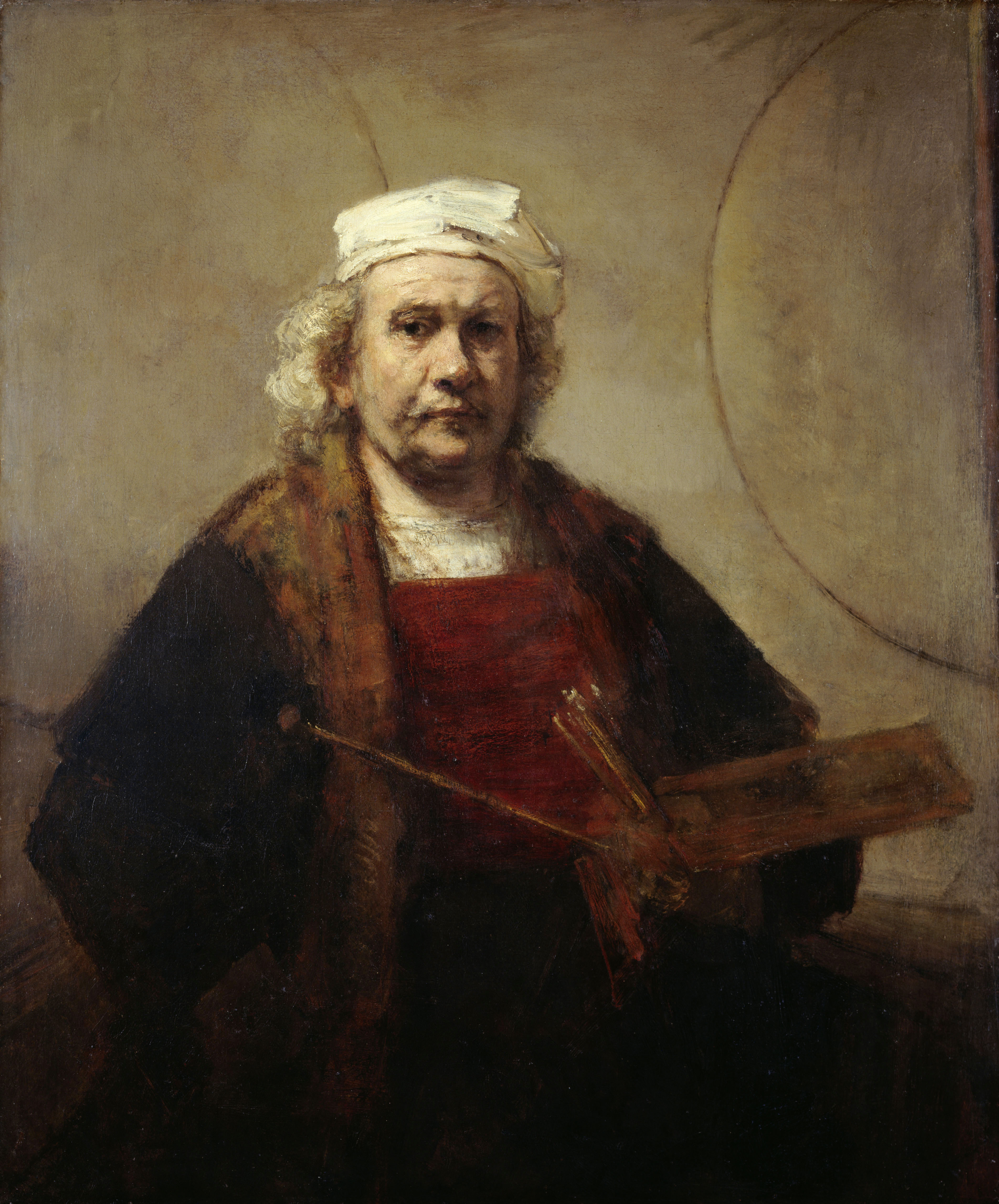
Автопортрет Рембрандта, 1665 р.

Наприкінці життя художня манера митця змінюється. По новому використовує він і світлотінь, і фарби. Світлотінь у пізній період перестає бути тільки технічним чи формальним засобом. Головним елементом відтепер виступає не тіло і не обличчя, а світлотінь, котра ліпить форми і надихає їх життям у межах художньої площини. Образи в картинах і в портретах зажили власним життям у власній реальності. А їх психологізм досяг повноти відтворення на полотні. Не дивно, що пізні портрети пензля Рембрандта почали називати портретами-біографіями, настільки ці образи значущі. При цьому ми не знаємо реальних біографій цих осіб.
Все частіше він відмовляється і від багатоколірності. Вона не зникає, але улюбленими стають чорна, жовта, коричнева і червона фарби. Пізні картини вражають червонуватою монохромністю, а художня техніка — віртуозністю мало прихованих мазків. Фарби слугують художнім завданням і перетворюються у фантасмагоричну сутність чи то вечорів і сутінок, чи то паралізуючої туги за минулим, чи то полону невеселих спогадів такої міці, котру подолати неможливо.
Чим старішим і непотрібним Амстердаму художником ставав Рембрандт, тим більше уваги він приділяв особам похилого віку з його оточення, нешляхетним, невпливовим, травмованим горем і втратами. Вони небагаті, не вибороли ні захисту, ні піклування родин, не оточені вдячними дітьми і наче остаточно позбавлені надій. Покинуті, ображені, розчаровані, хворі — вони тихо доживають віку у безвісти, в бідняцьких кварталах столичного міста. В обличчях — ні цяточки задоволення, ніяких ознак колишньої активності і успіху, котрі були, як були вони і у самого Рембрандта.

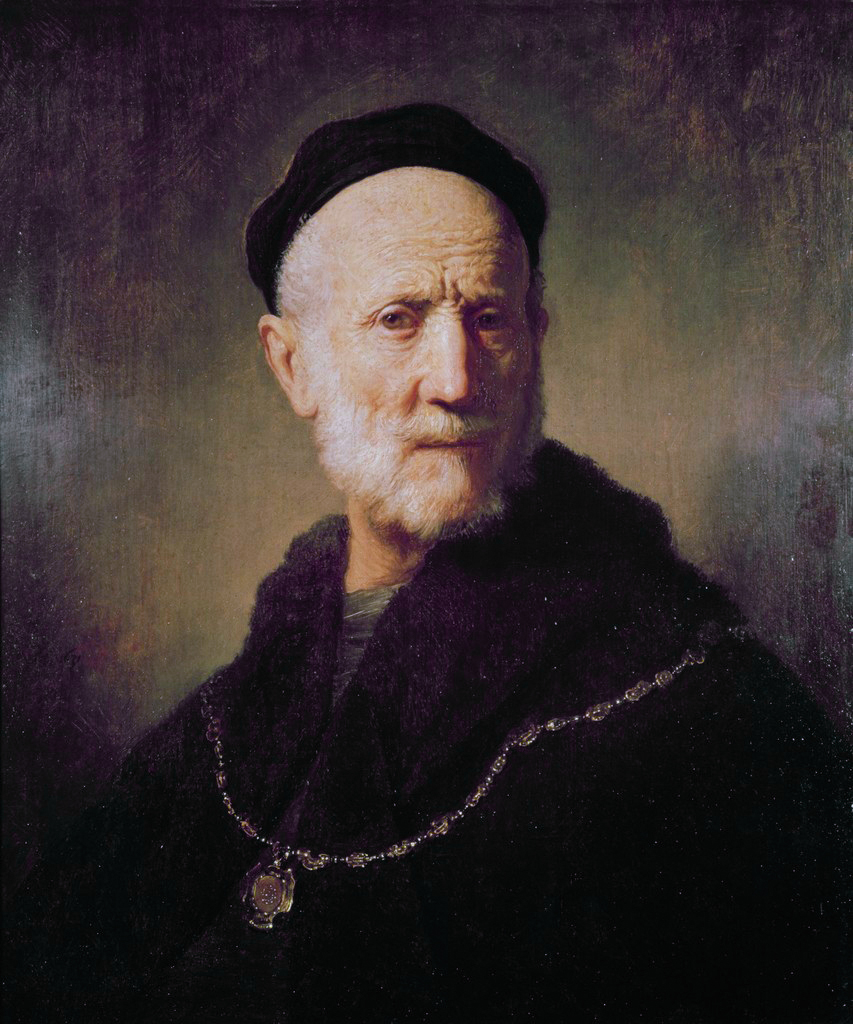
«Невідомий старий», 1631 р.
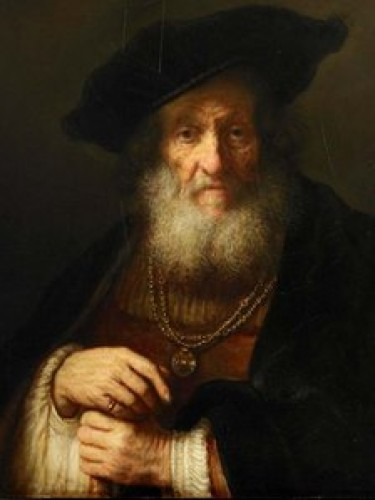
«Портрет невідомого»
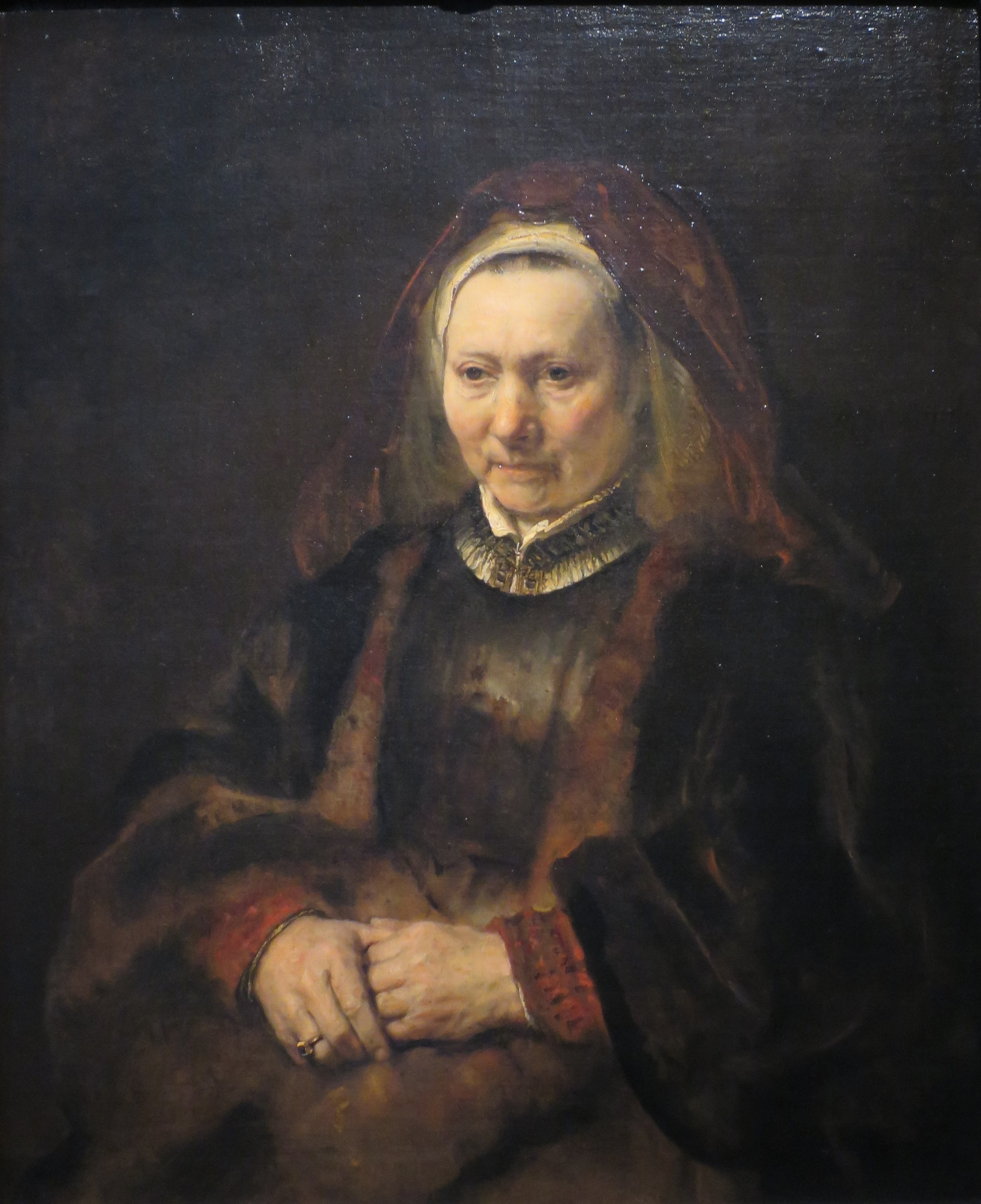
Так звана «Дружина брата», до 1655 р., Державний музей образотворчих мистецтв імені О. С. Пушкіна
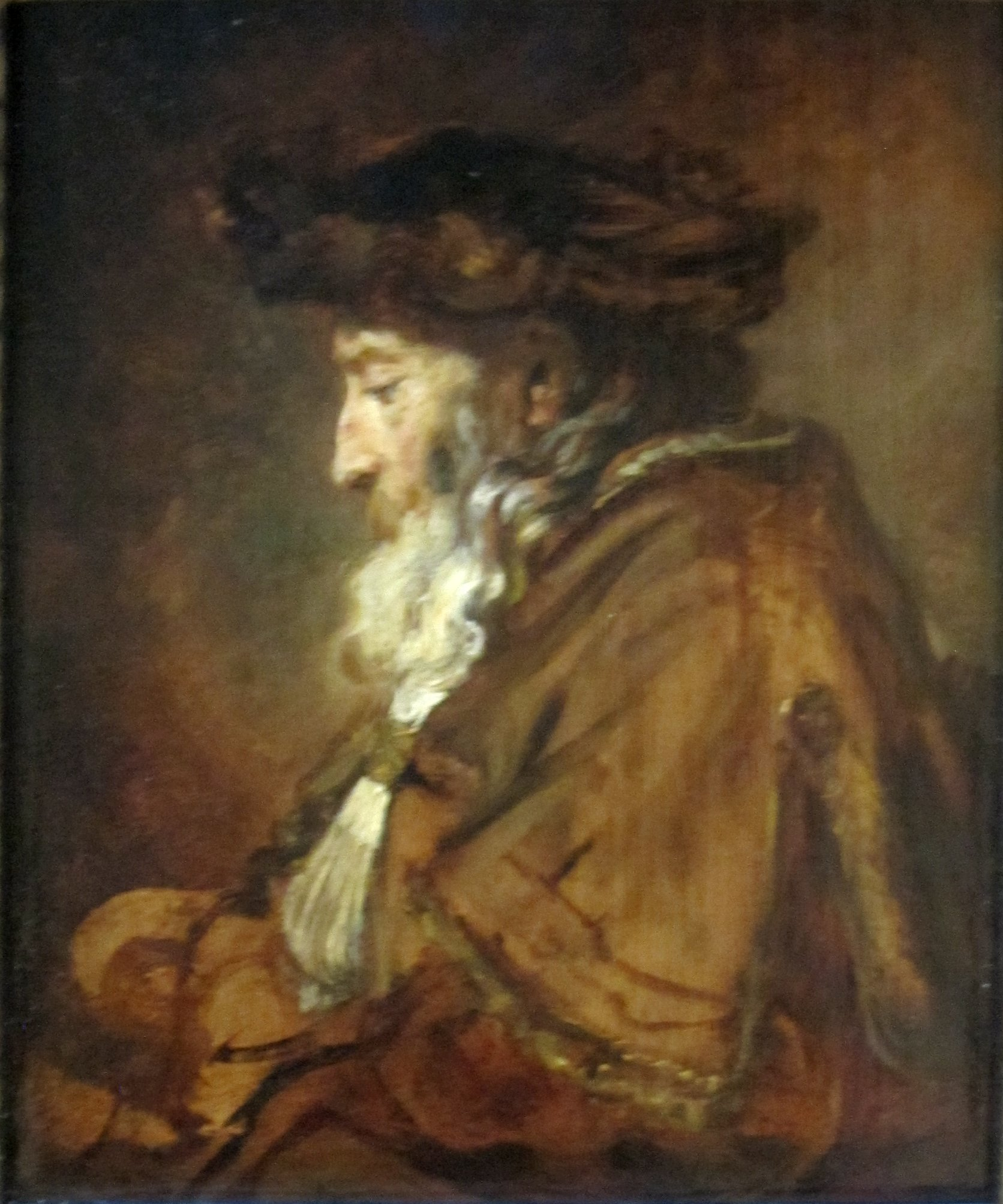
«Невідомий раввін», до 1645 р., Музей Гетті, Каліфорнія
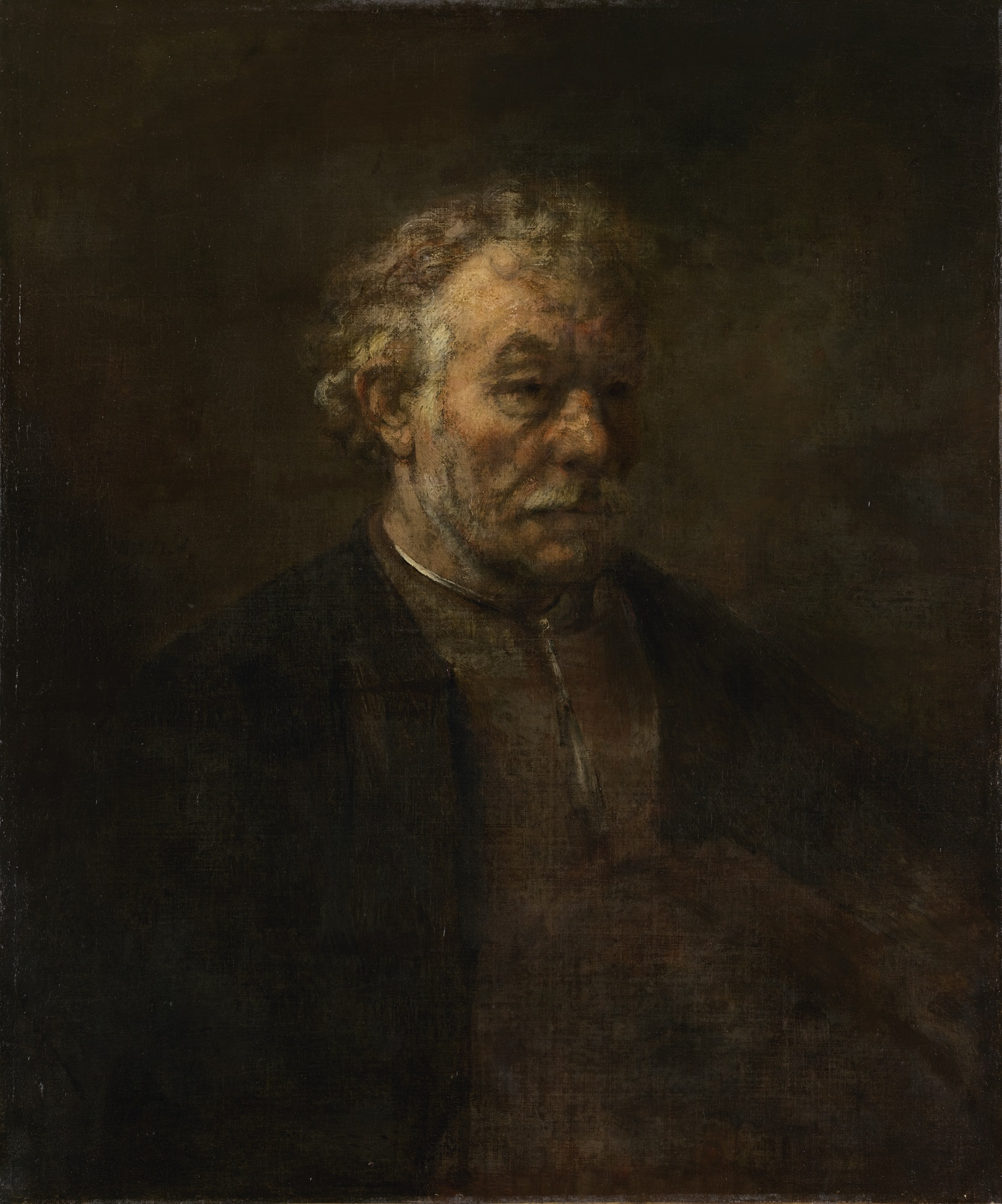
«Невідомий», Мауріцхейс, Гаага.

З середини XVII ст. голландський портретний жанр помітно аристократизується і втрачає прихильність до простоти і некомпліментарності, до реалізму. Набувають тенденції декоративності, елегантності, неправдивої ідеалізації. Портрет в Голландії наближається до поверхневих схем портрета у Франції з його неправдивістю, декоративністю, ефектною поверхневістю. Мистецтво і в Голландії починає обслуговувати смаки багатих верств населення, котрі у всьому копіюють аристократичні звички і моди. Рембрандта покидають багаті замовники. Ще 1654 року багатій Сикс замовив власний портрет Рембрандту, а його дружина не забажала і власний портрет замовила портретисту Говарту Флінку. Груповий портрет пихатих офіцерів, відомий зараз як «Нічний дозор», був прийнятий із скандалом.
Симптоматично, що в цей період майстерного Рембрандта покидають навіть учні. Жадібні до грошей і фінансового успіху учні і помічники Рембрандта або розбігаються, або повністю відмовляються від стилю Рембрандта. Серед них навіть малообдарований Ян де Баан, котрий починає копіювати елегантні схеми Антоніса ван Дейка. Цім же шляхом копіювання і потакання аристократичним смакам пішов і учень Маас.
Пізня художня манера Рембрандта робить його винятком в мистецтві Голландії, а згодом і ізгоєм. Його мистецтво очікує напівзабуття, як і його могила, котру в Амстердамі загубили. В XIX ст., навпаки, пройшла переоцінка художніх авторитетів і їх внеску в мистецтво. Розпочалась із запізненням — всесвітня слава Рембрандта.

## Допоміжна частина, чорно-білі ілюстрації
Особливість цього розділу полягає у використанні фото як творів живопису різних європейських майстрів, так і скульптурних портретів. В скульптурі автор видання обмежився лише творами уславленого італійського майстра Лоренцо Берніні. Це відомі зразки парадних портретів короля Франції Луї XVI, аристократів герцога Франческо д'Єсте і князя церкви кардинала Шипіоне Боргезе, багатія англійця Бекера тощо. В книзі поданий лише один портрет в надгробку — юриста Монтойї, хоча Лазареву вже було добре відомо, що портрет в надгробку — найважливіша галузь саме портретного жанру, часто це єдині зображення померлих і історично значущих осіб.
Видання не має ілюстрацій парадних портретів у скульптурі у повний зріст. Пишні портрети подібного роду (як і кінні монументи) замовляли і аристократи XVII ст., і представники королівських родин. Абсолютно випали з цього розділу і пишні портрети римських пап, створені найталановитішими з найталановитіших римських майстрів доби бароко. Але провина за це не на авторі, а на радянській цензурі, котра чатувала над радянським друком і помітно обмежувала подібну інформацію навіть в мистецтвознавчих виданнях.
Дещо ширше представлені імена художників, серед яких — Караваджо, Пітер Пауль Рубенс, Антоніс ван Дейк, Вітторе Гісланді, Філіп де Шампень, П'єр Міньяр, Рембрандт, Франс Галс тощо. Але серед ілюстрацій лише один дитячий портрет, хоча дітей в XVII столітті портретували, часто обмежившись портретуванням дітей із шляхетних і королівських родин. Виняток практично один — картини майстрів Голландії XVII ст., де присутні якраз дітлахи з нешляхетних і неаристократичних родин.

## Автопортрети в малюнках
Важливою художньою галуззю в XVII ст. був і автопортрет художника в малюнку. Він не потребував значних зусиль і довготривалих технологій (як в живопису з декількома разами сушки картини), а лише дзеркала і бажання самого митця дослідити власне обличчя як черговий чи значущий об'єкт. Низку власних автопортретів в різних техніках створив Рембрандт, відтворивши найрізноманітніші власні гримаси і настрої.
Їх небагато у інших художників. Автопортрети були розкидані по різним, часто невеликим збіркам і провінційним містам задовго до XX ст., або були недоступні для радянського науковця. Вони логічно не потрапили в книгу В. М. Лазарева. Але без них, неприкрашених і відвертих, не розрахованих на зовнішні ефекти і парадність, портретне мистецтво XVII ст. було неповним і неякісним.

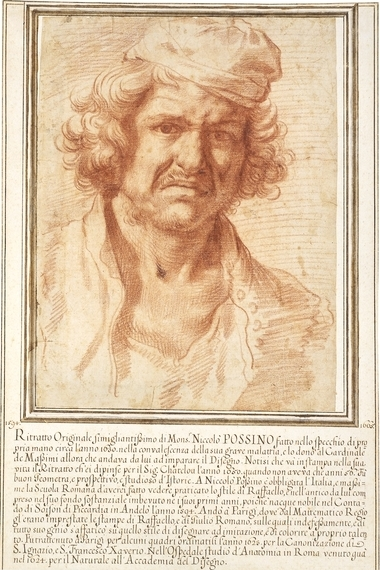
Ніколя Пуссен, автопортрет, 1630 р.Британський музей
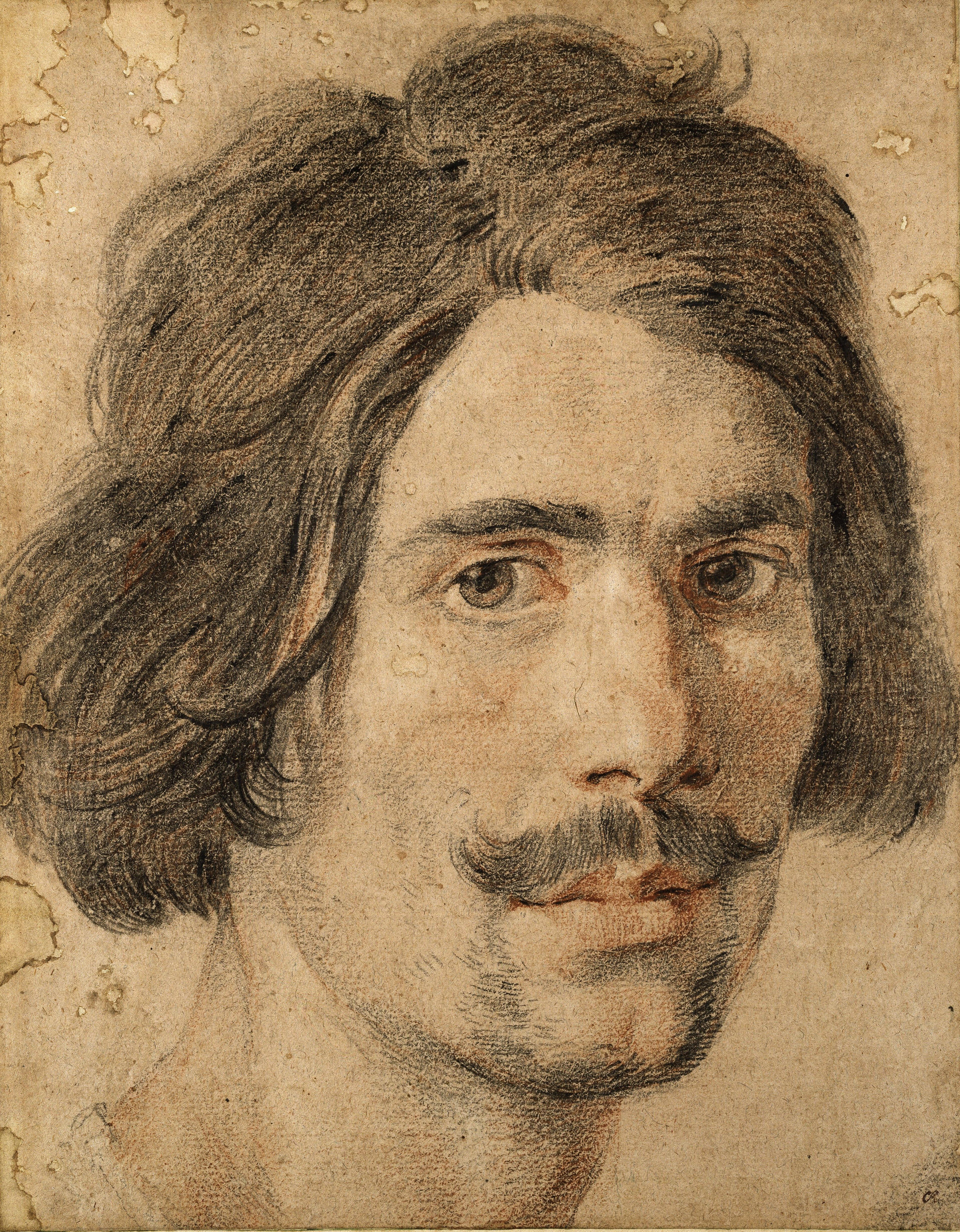
Лоренцо Берніні,  автопортрет, 1625 р., Музей Ашмола, Оксфорд
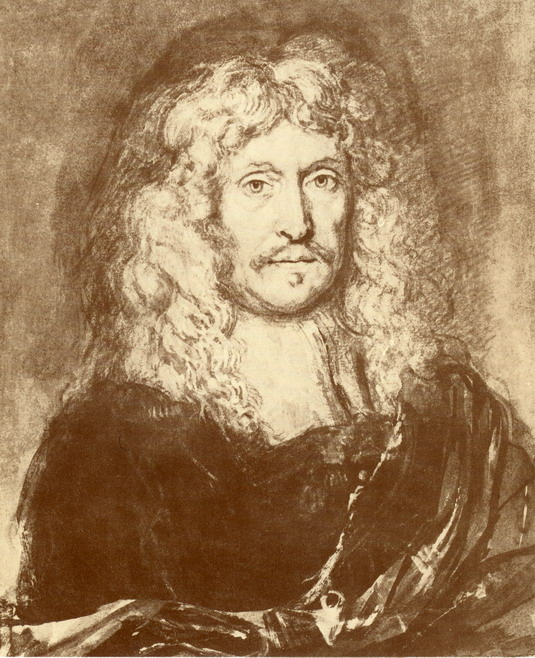
Йоахим Зандрарт, автопортрет, середина XVII ст.
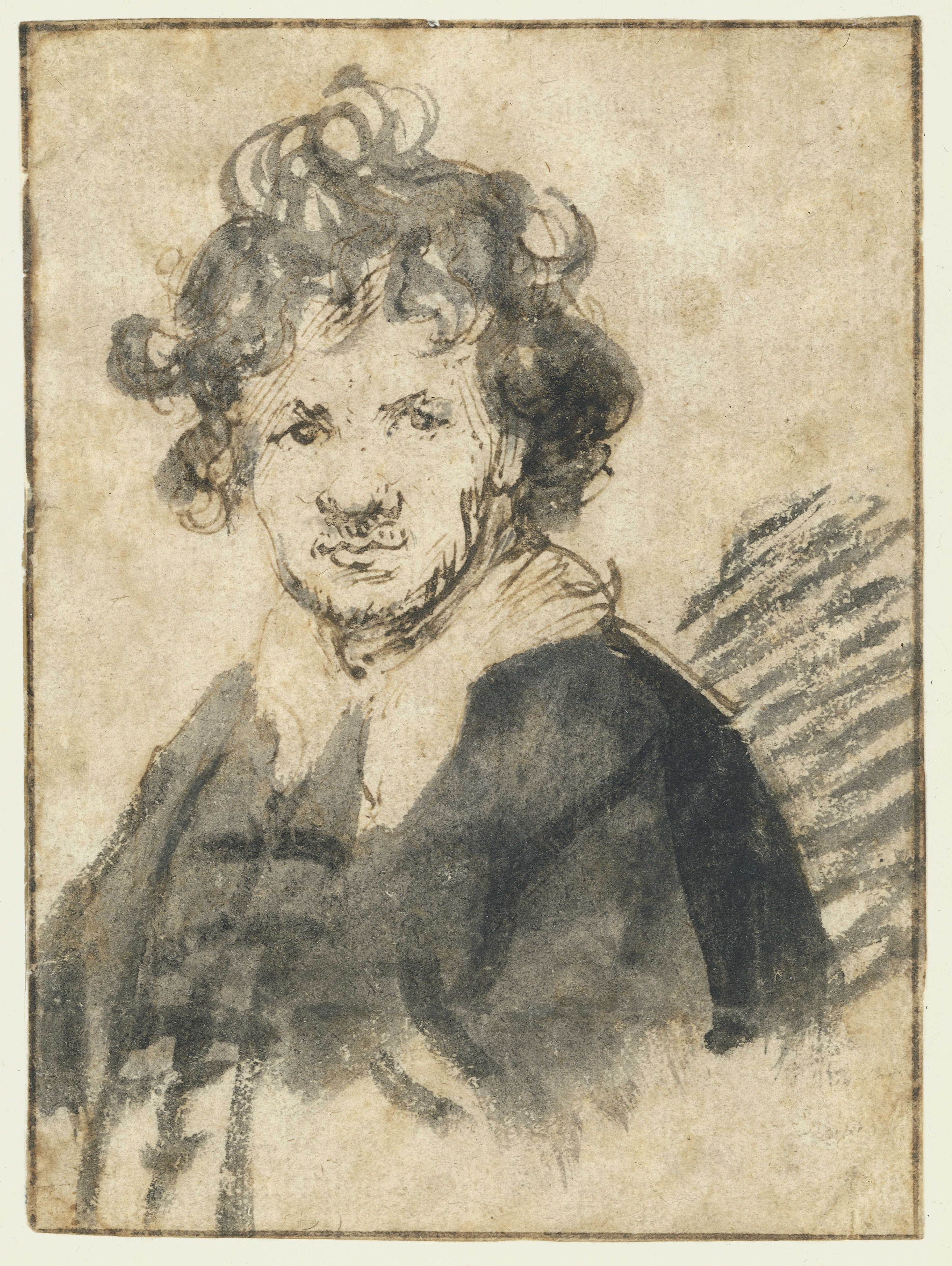
Рембрандт, автопортрет, до 1629 р.
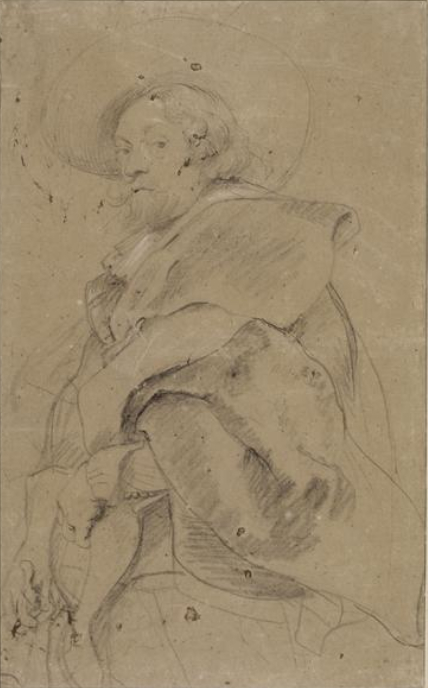
Пітер Пауль Рубенс, автопортрет.

## Вибрані портрети 17 століття

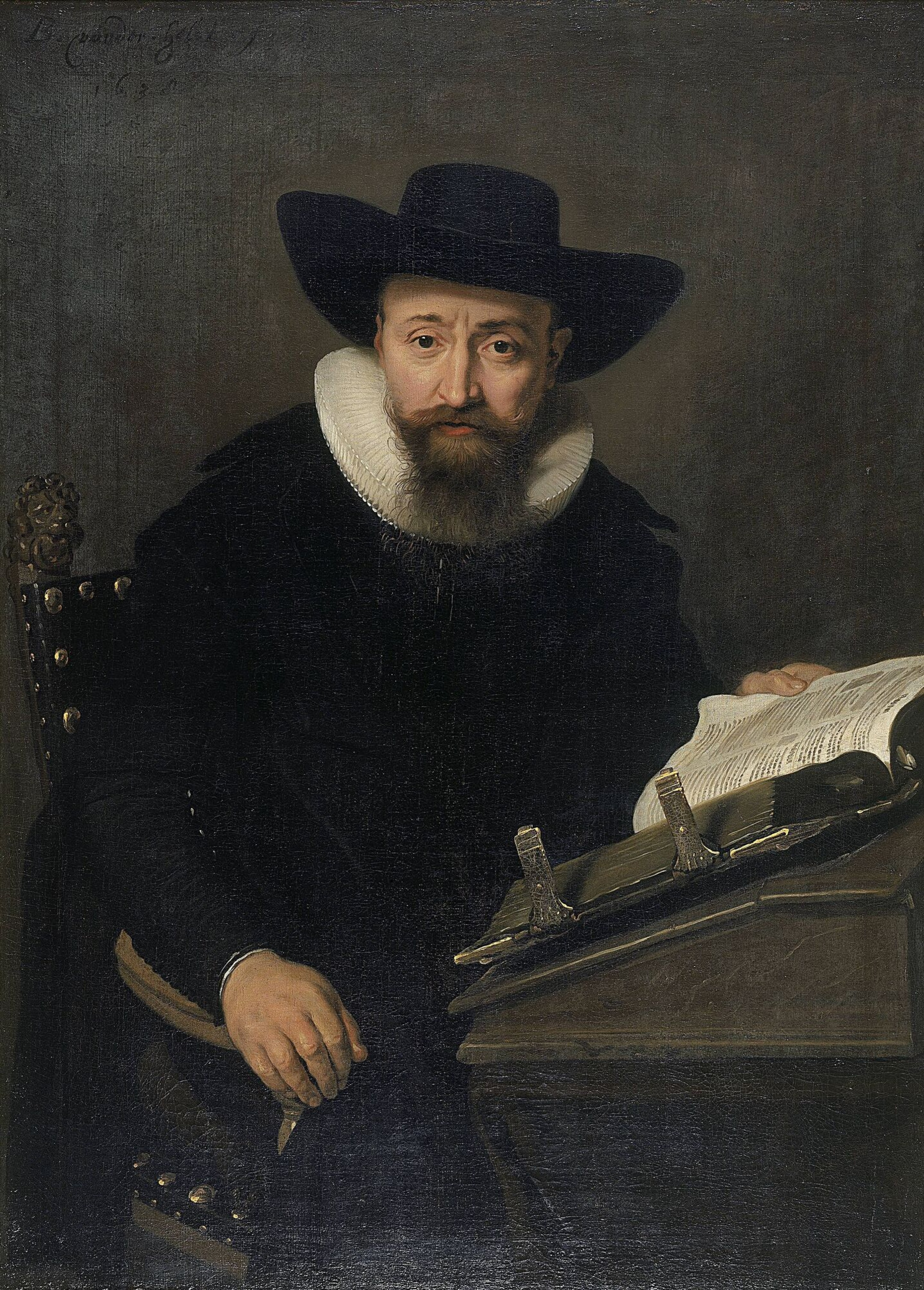
Бартоломеус ван дер Гелст. «Портрет протестантського місіонера з біблією», 1638 р. Музей Бойманс ван Бенінгена. Роттердам

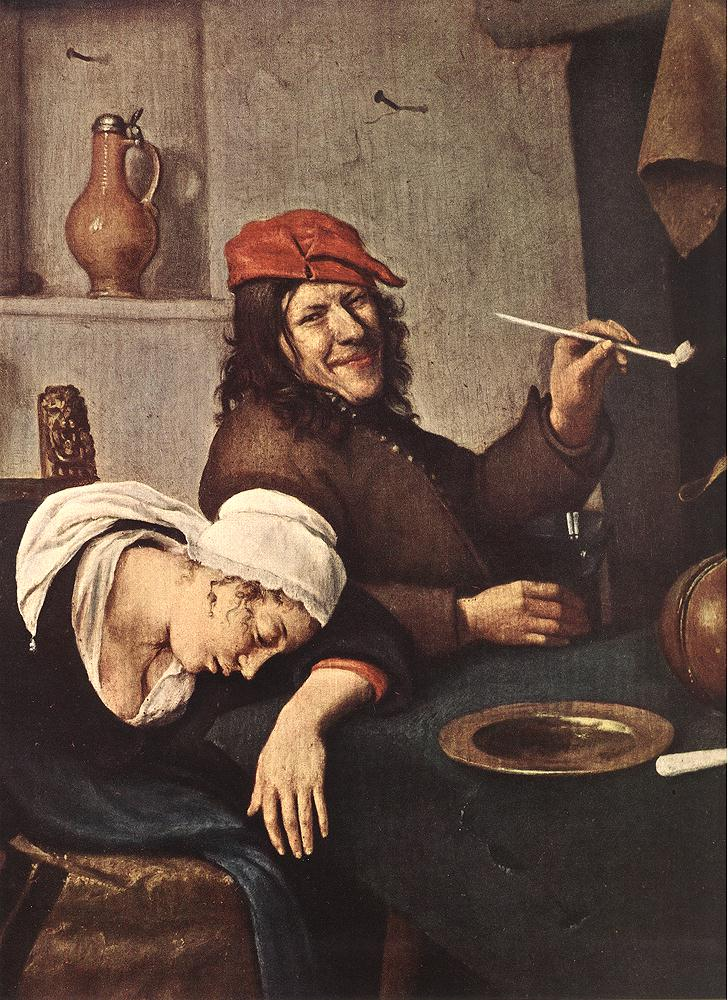
Ян Стен. Автопортрет з дружиною напідпитку. Ермітаж, Санкт-Петербург.
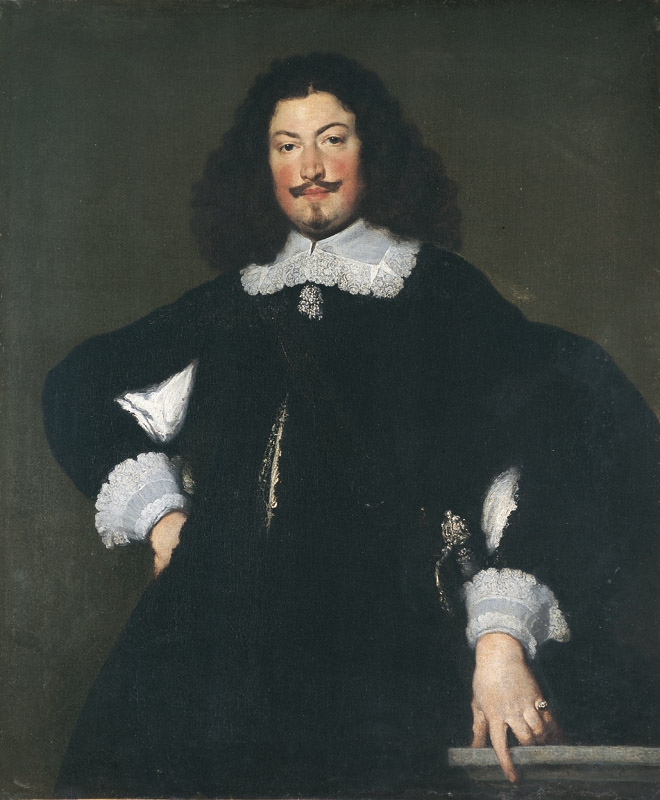
Бернардо Строцці, «Мартин Відманн», до 1634 р. Музей августинців, Тулуза, Франція.
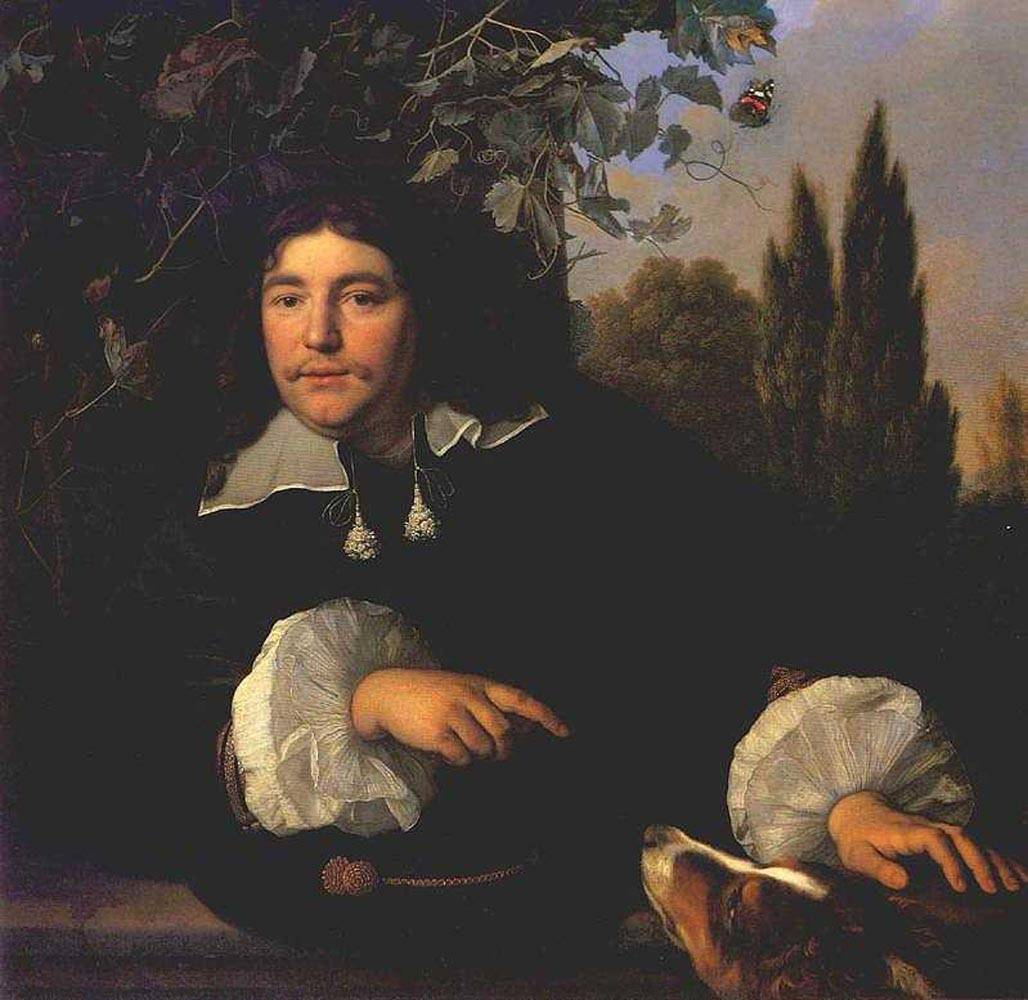
Бартоломеус ван дер Гелст, автопортрет, 1665 р., Толідо, США
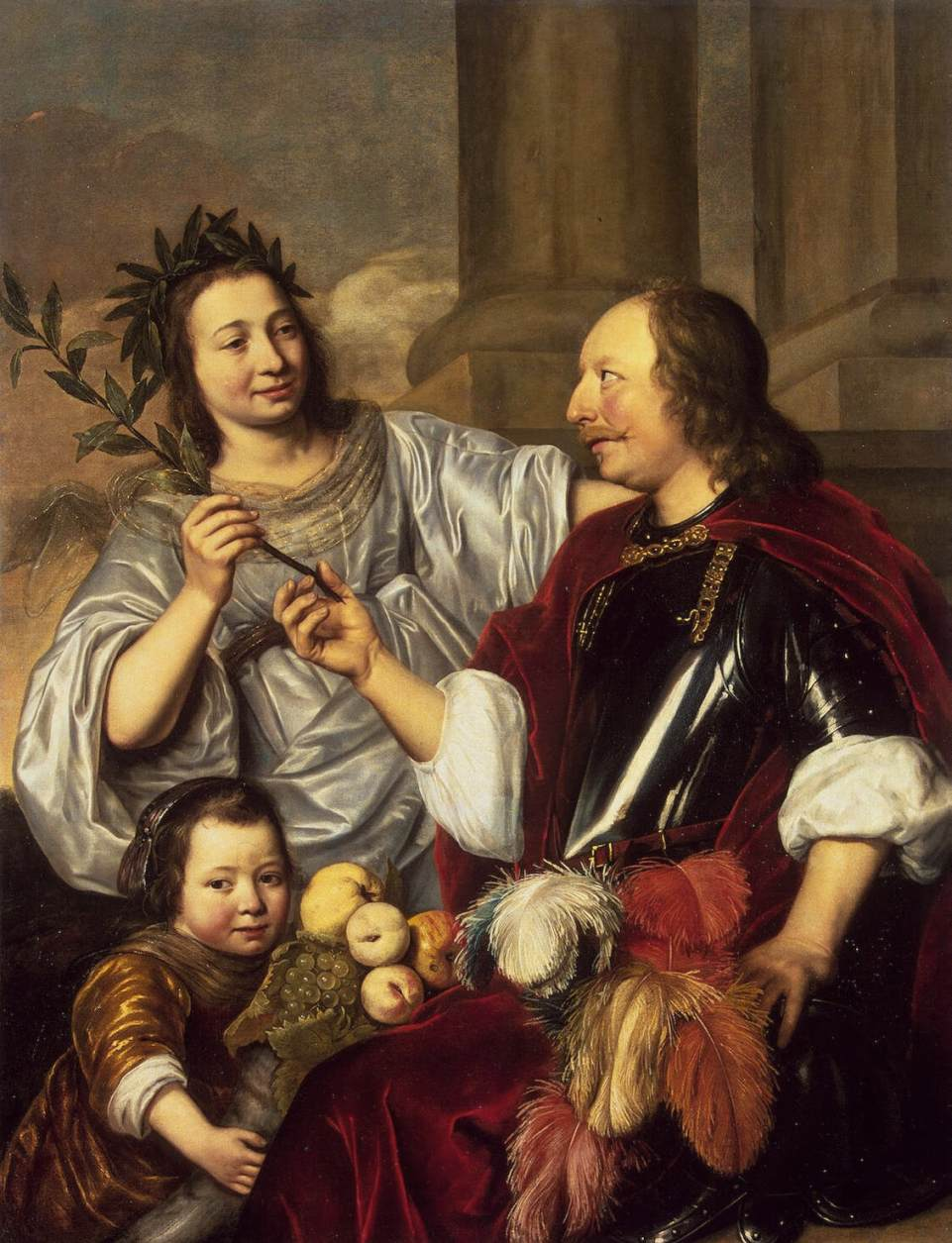
Ян де Брай. «Родинний портрет в міфологічному стилі», 1670 р., Ермітаж, Санкт-Петербург
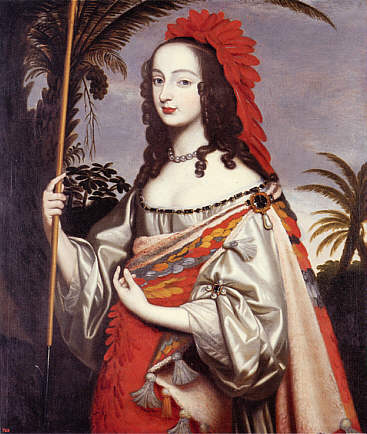
Худ. Луїза Голландіна Пфальцька. «Портрет Софі Пфальцької в маскарадному вбранні бразильської індіанки», бл. 1644 р.
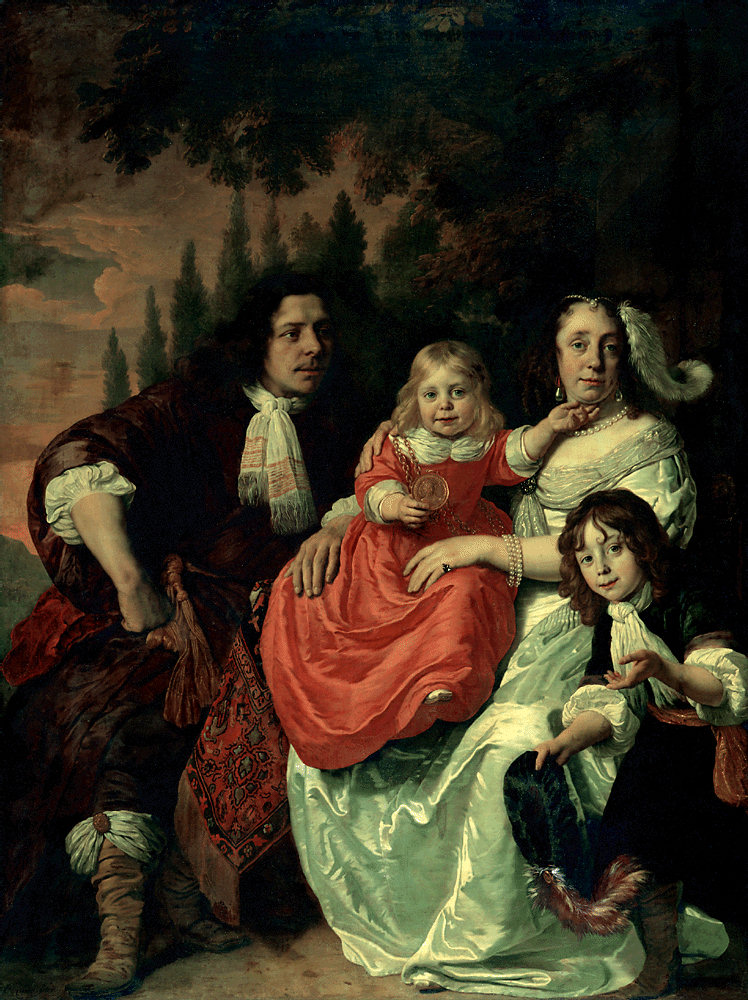
Бартоломеус ван дер Гелст, «Родина Ріпмакер», 1669 р., Лувр, Париж.
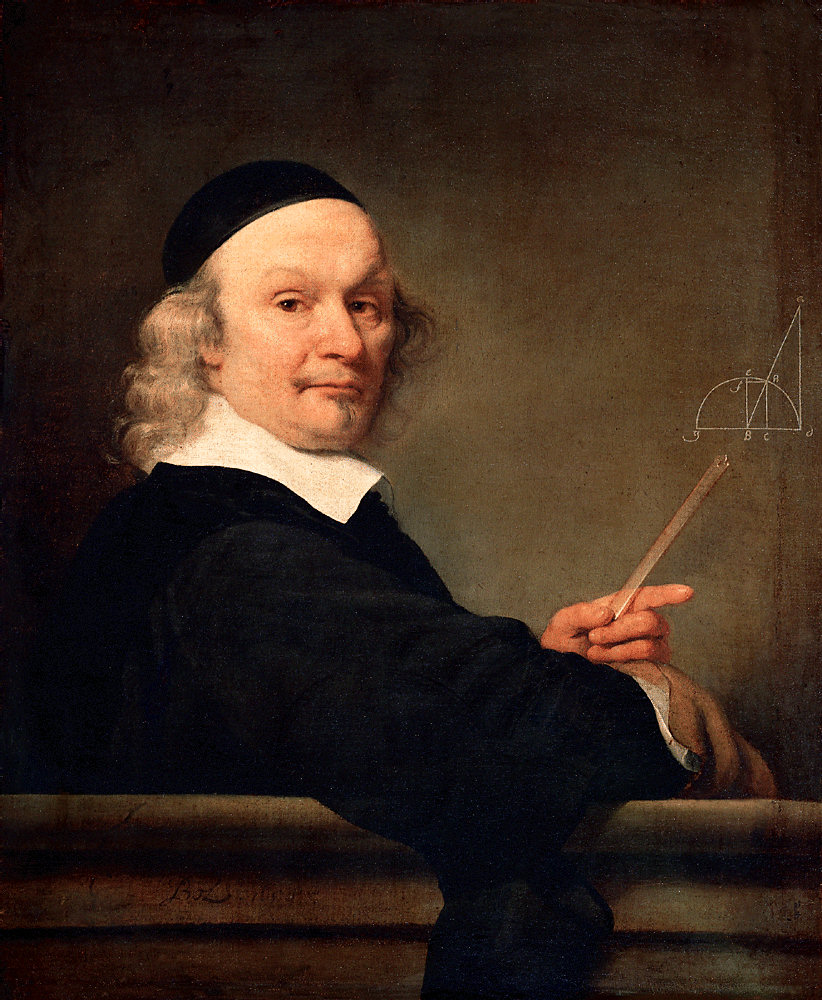
Фердинанд Боль. «Портрет математика», 1658 р. Лувр. Париж
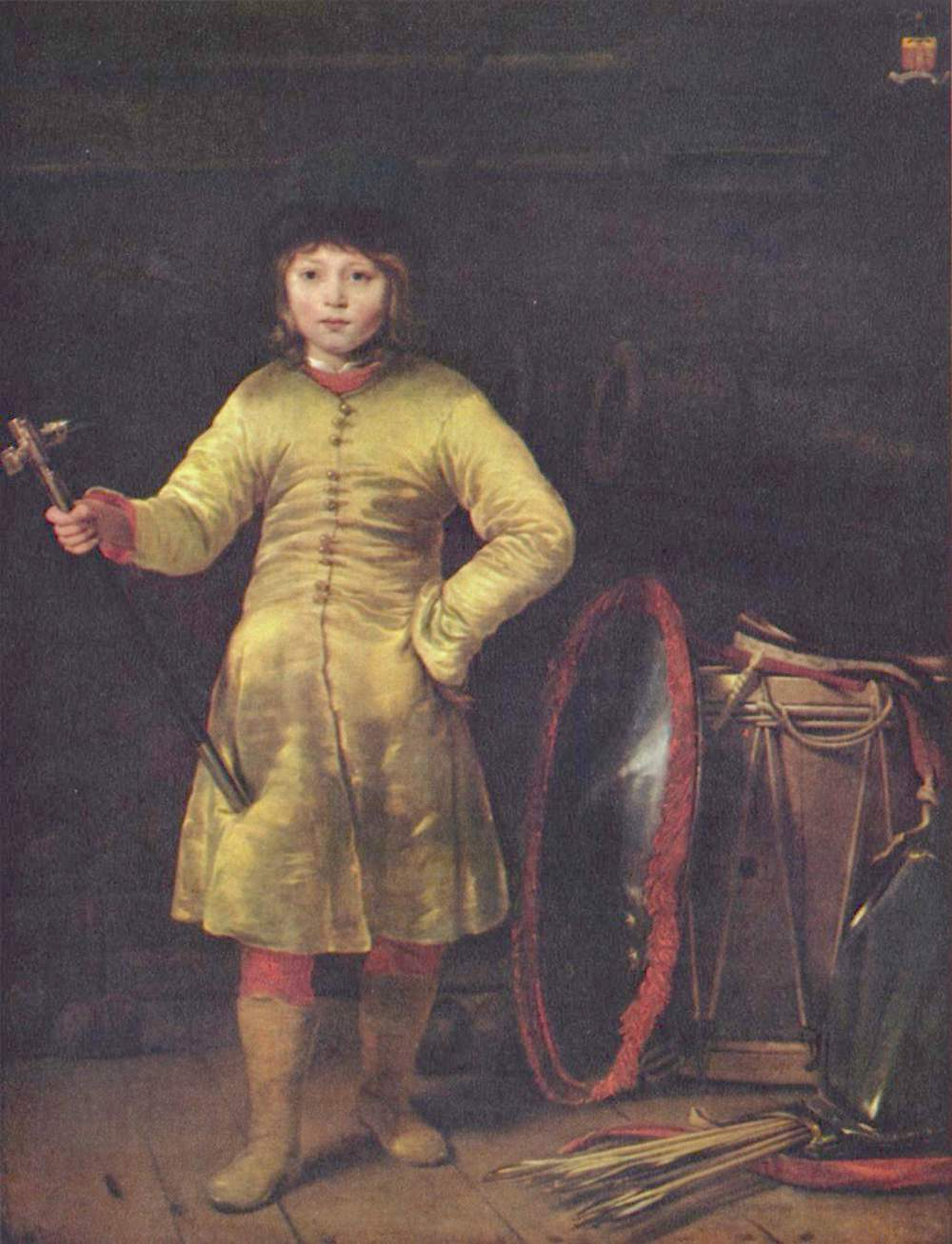
Фердинанд Боль. «Портрет хлопчика з багатої родини», 1656 р. Музей Бойманс ван Бенінгена. Роттердам
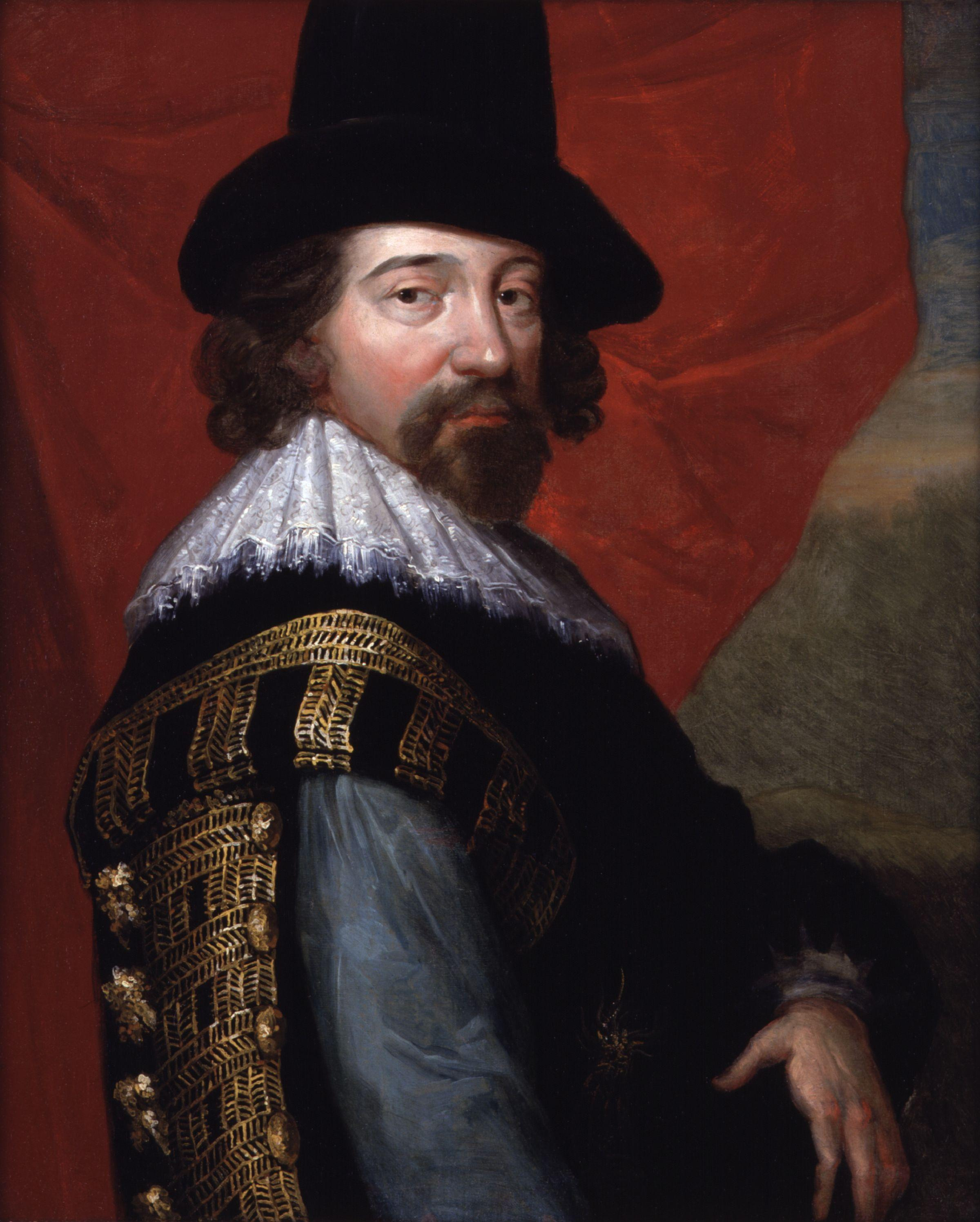
«Френсіс Бекон» (1561—1626), копія знищеного портрета 1618 року англійського аноніма початку XVII ст.